# نانسي ريغان
نانسي ديفيس ريغان (بالإنجليزية: Nancy Davis Reagan) (ولدت آن فرانسيس روبنز في 6 يوليو 1921 - 6 مارس 2016) ممثلة سينمائية أمريكية وزوجة رونالد ريغان الرئيس الأربعين للولايات المتحدة الأمريكية، وسيّدة الولايات المتحدة الأولى لمدة ثمان سنوات، من 1981 وحتى 1989.
وُلِدت في مدينة نيويورك، وعندما انفصل والداها انتقلت إلى ولاية ماريلاند حيث قضت بضع سنين، وترعرعت في منزل أحد أقاربها. أمّا عن حياة نانسي ديفيس، فكانت إحدى ممثلات هوليود في أربعينيات وخمسينيات القرن الماضي، ومثّلت دور البطولة في عدة أفلام منها رأس دونوفان، وليلة إلى الصباح، وقطط البحرية (الذي مثّلت بطولته أمام زوجها رونالد ريغان) وفي عام 1952 تزوّجت من رونالد ريغان، وأنجبت منه طفلين، وكان ريغان حينئذٍ رئيس نقابة ممثلي الشاشة. وعندما نُصِّب زوجها رونالد حاكمًا لولاية كاليفورنيا من 1967 وحتى 1975، أصبحت هي سيّدة كاليفورنيا الأولى، ومن ثمّ بدأت تنفيذ برنامج رعاية الأجداد.
وعقب انتخاب زوجها رئيسًا للولايات المتحدة الأمريكيّة في يناير/كانون الثاني 1981 أصبحت نانسي ريغان سيّدة الولايات المتحدة الأولى. وفي وقت مبكر من ولاية رونالد الأولى، قرّرت نانسي استبدال مقتنيات الغرفة الصينية في البيت الأبيض، فوُجّهت إليها انتقادات كتيرة، رُغم إنّ التبرعات الخاصة كانت ستُغطّي كل التكاليف. وأعادت نانسي إلى البيت الأبيض روعة أسلوب جون كينيدي، بعد سنوات من التساهل في الإجراءات الشكليّة؛ وحاز اهتمامها بالموضة الراقية على انتباه الكثيرين، كما وُجّهت إليه الانتقادات. وتبنّت نانسي أسباب منع تعاطي المخدِّرات الترفيهي، فأطلقت حملة للتوعية بمخاطر المخدِّرات تحت عنوان «فقط قل لا»، والتي تعتبر مبادرتها الرئيسية كسيّدةٍ أولى. تلا ذلك مزيدًا من الجدل حولها، خاصةً، بعدما اتّضح عام 1988 أنها كانت دائمًا كالدرع الواقي لزوجها، وأنها قد استعانت بعرّافٍ ليساعد في تخطيط الجدول الزمني للرئيس بعد محاولة اغتياله عام 1981. كما كان لها تأثير قويّ على زوجها، ولعبت دورًا في قليلٍ من قراراته المتعلقة بالموظّفين، وقراراته الدبلوماسيّة.
غادر كلًا من نانسي ورونالد ريغان البيت الأبيض إلى منزلهما في بيل اير، في لوس أنجلوس، كاليفورنيا في عام 1989. وكرَّست نانسي معظم وقتها لرعاية زوجها المريض منذ تحقُّق إصابته بمرض الخرف (ألزهايمر) عام 1994، وحتّى أن غيّبه الموت عام 2004. وظلّت نانسي تباشر أعمالها بنشاط في مكتبة ريغان والحياة السياسيّة، ولاسيّما في دعم أبحاث الخلايا الجذعيّة الجنينيّة.

## نشأتها وتعليمها
وُلِدت آن فرانسيس روبنز في 6 يوليو/تموز1921،  في مستشفى سلوان للنساء في مانهاتن، بنيويورك؛ طفلة وحيدة لبائع السيارات كينيث سيمور روبنز (1894–1972)،  وزوجته الممثلة إديث لوكيت (1888_1987). وكانت نانسي تتّخذ نجمة الأفلام الصامتة ألّا نازيموفا كأمّها الروحية ومنذ ولادتها وهي تُدعى نانسي.
قضت نانسي العامين الأوّلين من عمرها في منزل من طابقين في شارع فرانكلين روزفلت الواقع بين شارع رقم 149 ورقم 150 في حي فلاشينغ بمنطقة كوينز في نيويورك؛ وكان والداها قد انفصلا تمامًا بعد ولادتها بوقتٍ قصيرٍ، بعد أن قضيا فترة من الوقت بعيدان عن بعضهما؛ ولمّا كانت والدتها تجوب البلاد سفرًا لتكمل حياتها الفنيّة كونها ممثّلة، نشأت نانسي بين أحضان خالتها فرجينيا، وخالها أودلي جيلبريث في بيثيسدا بولاية ماريلاند، حيث قضت ست سنوات في حنين لأمها على حد وصفها فكانت تقول: «كانت أفضل أوقات حياتي خلال هذه الفترة عندما تأتي أمي للعمل في نيويورك، وتأخذني خالتي فرجي بالقطار لأقضي بعض الوقت مع أمي.»
وفي عام 1929، تزوّجت والدتها من لويل ديفيس جراح أعصاب مشهور، ومتحفّظ سياسيًا؛ ثم نقل لويل إقامة الأسرة إلى شيكاغو؛ وكانت العلاقة بين نانسي وزوج أمها تسير على أحسن حال، حتى إنّ نانسي كتبت تصفه قائلةً: «إنّه مثال للوقار، وتجتمع في شخصه كل القيم الأخلاقية الأصيلة.»؛ وكان لويل قد أعلن تبنّيه لنانسي رسمياً عام 1935، ومنذ ذلك الحين وهي تُعامله معاملة الأب، وخلال فترة التبنّي تغيّر اسمها رسمياً ليصبح نانسي ديفيس. التحقت نانسي بالمدرسة اللاتينية للفتيات في شيكاغو (ووصفت نفسها بطالبة متوسطة المستوى)، وتخرّجت فيها عام 1939؛ ثم التحقت بكلية سميث في ماساتشوسيتس، حيث تخصّصت في اللغة الإنجليزيّة والدراما وتخرّجت منها عام 1934.

## مهنة التمثيل

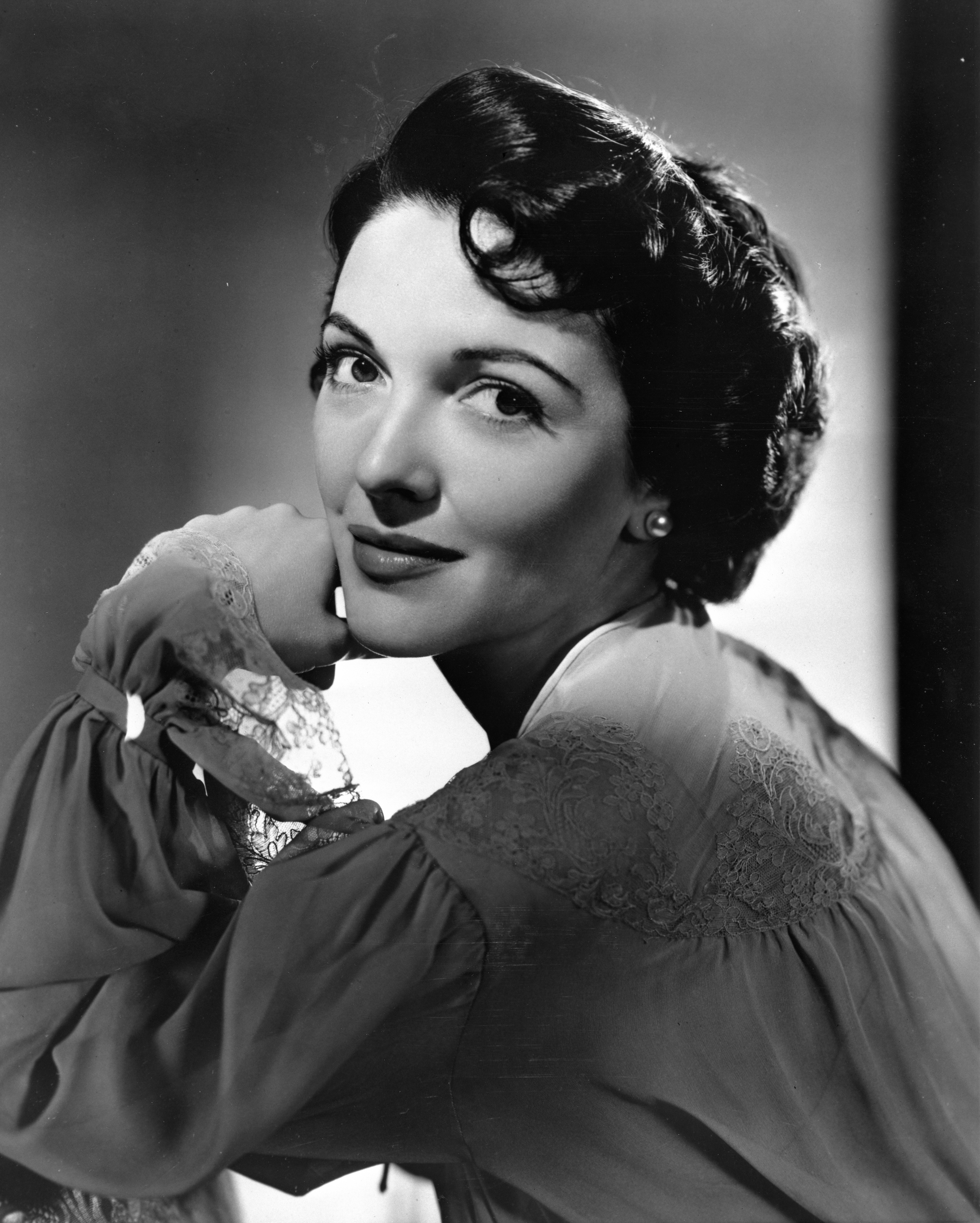
جلسة لنانسي ديفيس في صورة للدعاية عام 1950

وفي عام 1940، ظهرت ديفيس الشابة في مشهد قصير مشهور عُرِض في دور السينما، أدّت فيه دور متطوّعة في مؤسّسة قوميّة لعلاج شلل الأطفال، رغبةً في زيادة التبرُّعات للحملة القويّة لعلاج مرض بوليو (شلل الأطفال)؛ وأدّى المعاقون في هذا المشهد دور الشخصيّة الشريرة التي تسيطر على المزارع والحدائق، وتسخر من ضحاياها، حتى تأتي المتطوّعة (نانسي) في النهاية وتطردهم. وكان لهذا المشهد مفعول السحر في زيادة الإسهامات.
وشغلت نانسي بعض الوظائف في شيكاغو عقب تخرّجها من الكليّة، منها: مندوب مبيعات في متجر مارشال فيلد متعدد الأقسام، وعملت أيضًا كممرضة مساعدة. ثمّ سلكت نانسي طريقها كممثّلة محترفةٍ بمساعدة زاسو بيتس، ووالتر هستون، وسبنسر تريسي زملاء والدتها في المسرح. بدأت نانسي بدور في رحلة النزل الآيل للسقوط التي قامت بها عائلة بيتس عام 1945. في طريقهم إلى مدينة نيويورك. ثمّ أخذت دور سي تشن وصيفة الملكة  في المسرحيّة الموسيقيّة الشرقيّة لوت سونج التي مُثّلت على مسرح برودواي عام 1946 بطولة ماري مارتن وشاركها في البطولة يول براينر، وفي نهاية العرض قال لها المنتج «لقد أدّيت الدور وكأنّك امرأةً صينيّة بالفعل.»
وبعد أن اجتازت نانسي اختبار التمثيل،  انتقلت إلى كاليفورنيا حيث وقّعت عام 1949 على عقود لمدّة سبعة سنوات مع شركة إنتاج الأفلام مترو غولدوين ماير،  التي تحدّثت عنها قائلةً: «كان التحاقي بشركة مترو كالسير في عالم الأحلام.» ولمّا كانت نانسي تجمع في خصالها بين المنظر الجذّاب -الذي ينبثق من حول عينيها الواسعتين-، والأسلوب المتحفّظ المقلّل من شأن كل شيء، كان من الصعب على الشركة أن تُوزّع عليها الدور المناسب وتُعطيها حقها من الدعايات منذ الوهلة الأولى. ظهرت نانسي في أحد عشر فيلمًا سينمائيًا طويلا، ودائمًا ما كان يُوزّع عليها دور «ربّة المنزل المخلصة»، أو «الأم الشابة المتحمّلة للمسئوليّة»، أو «المرأة المستقيمة». وكان كلّ من جين بول، وديبي رينالدز، وليسلي كارون، وجانت لي من بين الذين نافستهم نانسي على الأدوار في الشركة.
بدأت ديفيس حياتها في تمثيل الأفلام بأدوار مساعدة صغيرة في الفيلمين الطبيب والفتاة مع جلن فورد، وجهة الشرق وجهة الغرب الذي مثلت بطولته باربارا ستانويك، المعروضين عام 1950. ثم أدّت دور طبيبة نفسيّة للأطفال في فيلم الجريمة والدراما ظلّ على الحائط (1950) مع آن سوزرن وزاكاري سكوت؛ وقد أطلق الناقد إي. اتش. ويلر، الناقد بجريدة نيويورك تايمز، على دورها «الجميلة والمقْنِع». ثم شاركت عام 1950 في بطولة فيلم الصوت التالي الذي تسمعه.....مثّلت فيه دور ربّة المنزل الحامل التي تسمع صوت الإله من الراديو. وكتب بوسلي كروزر، الناقد المشهور في جريدة نيويوك تايمز، عن نانسي قائلًا:«تتمتّع نانسي بوجه بشوش، فهي مثال للزوجة اللطيفة، البسيطة، العاقلة.» وفي عام 1951 ظهرت نانسي في أحد أفضل أدوارها التمثيلية، ليلة إلى الصباح، وهو دراسة لمسألة الحرمان مثّلت بطولته راي ميلاند. وقال كروزر: إنّ ديفيس «أدّت ببراعة دورالخطيبة التي رمّلت نفسها وذاقت عذاب الحرمان»؛ وجاء ناقد مشهور آخر وهو ريتشارد ل. كول الناقد بجريدة واشنطن بوست ليقول: إنّ ديفيس «أبدعت في دور الأرملة العاقلة.» وفي عام 1952 فسخت شركة الإنتاج عقدها مع نانسي. وبعدها كانت نانسي تتطلّع لأدوار على نطاق أوسع، ولكن زواجها من ريغان حفظ لها أيضًا اسم ديفيس، وفي نفس العام أنجبت أوّل أطفالها. وبعد ذلك بفترةٍ وجيزة عام 1953 مثّلت نانسي دور البطولة في فيلم الخيال العلمي رأس دونوفان؛ وقال كروزر: إنّ نانسي أدّت دور الزوجة الحائرة الحزينة للزوج المسيطر «في ارتباك تام» في فيلم «تافه بكل ما تحمله الكلمة من معنى». وفي فيلمها التالي والأخير قطط البحريّة أدّت نانسي دور الممرّضة المساعدة هيلين بلاير، وظهرت في هذا الفيلم للمرّة الوحيدة مع زوجها في دور أطلق عليه أحد النقّاد «ربّة المنزل رفيقة الدرب على طول الطريق»؛ ورُغم ذلك، قال ناقد آخر: إنّ نانسي أدّت دورًا جيّدًا، و«فعلت ما كان ينبغي عليها فعله.»

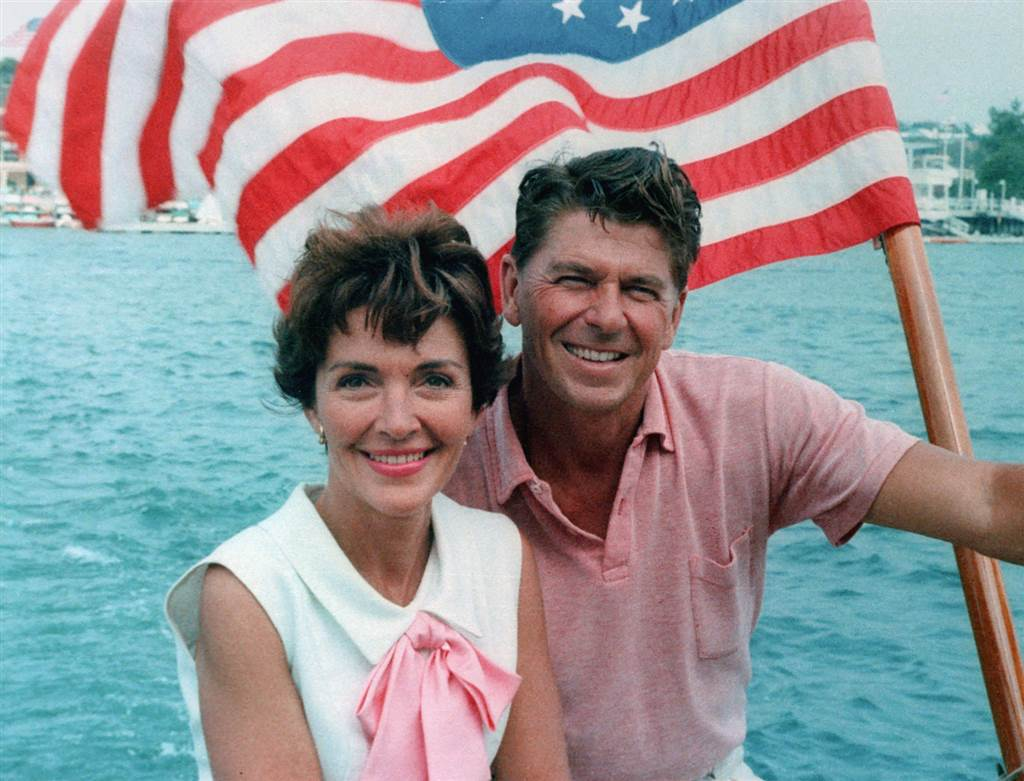
صورة لنانسي ورونالد ريغان على متن قارب عام 1964

ويرى المؤلّف جاري ويلس إنّ نانسي لم تأخذ حقها كممثّلة أبدًا، لأن دورها المقيّد في قطط البحريّة كان أكثر أدوارها مشاهدةً؛ وأضاف: إنّها فرّطت في أهدافها في هوليود: وفي عام 1949 قال متخصّص المواد الإعلاميّة الترويجيّة في الشركة: إنّ أقصى طموحاتها كان أن تعيش «حياة زوجيّة ناجحة وسعيدة»، وبعد مرور عقود من الزمان، وفي عام 1975 كانت نانسي تقول: «لم أولد أبداً لأكون امرأة ذات مهنة ولكن [امتهنت] في الوقت الذي لم أجد فيه الرجل الذي تمنيت». «فأنا لا أطيق أن أجلس هكذا دون أن أفعل شيئًا، لذا أصبحت ممثّلة.» ووصفها لو كانون، كاتب سيرة رونالد ريغان، بالفنّانة «الجديرة بالثّقة» «الرابطة الجأش»، التي خصّصت نفسها لأدوارٍ مع المشاهير من الممّثلين؛ وبعد آخر أفلامها هبوط اضطراري (1958) ظهرت نانسي في مسسلسلات تليفزيونيّة مثل: عربة القطار، والرجل الطويل، حتى اعتزلت التمثيل عام 1926؛ وخلال حياتها التمثيليّة شاركت نانسي في اللجنة الإدارية لنقابة ممثّلي الشاشة  وبعد عقود من الزمان حاول ألبرت بروكس أن يجعلها تعدل عن قرار الاعتزال، فعرض عليها الدور الرئيسي أمامه في فيلم الأم عام 1996، لكنّها رفضت، وأدت هذا الدور ديبي رينالدز بدلًا عنها.

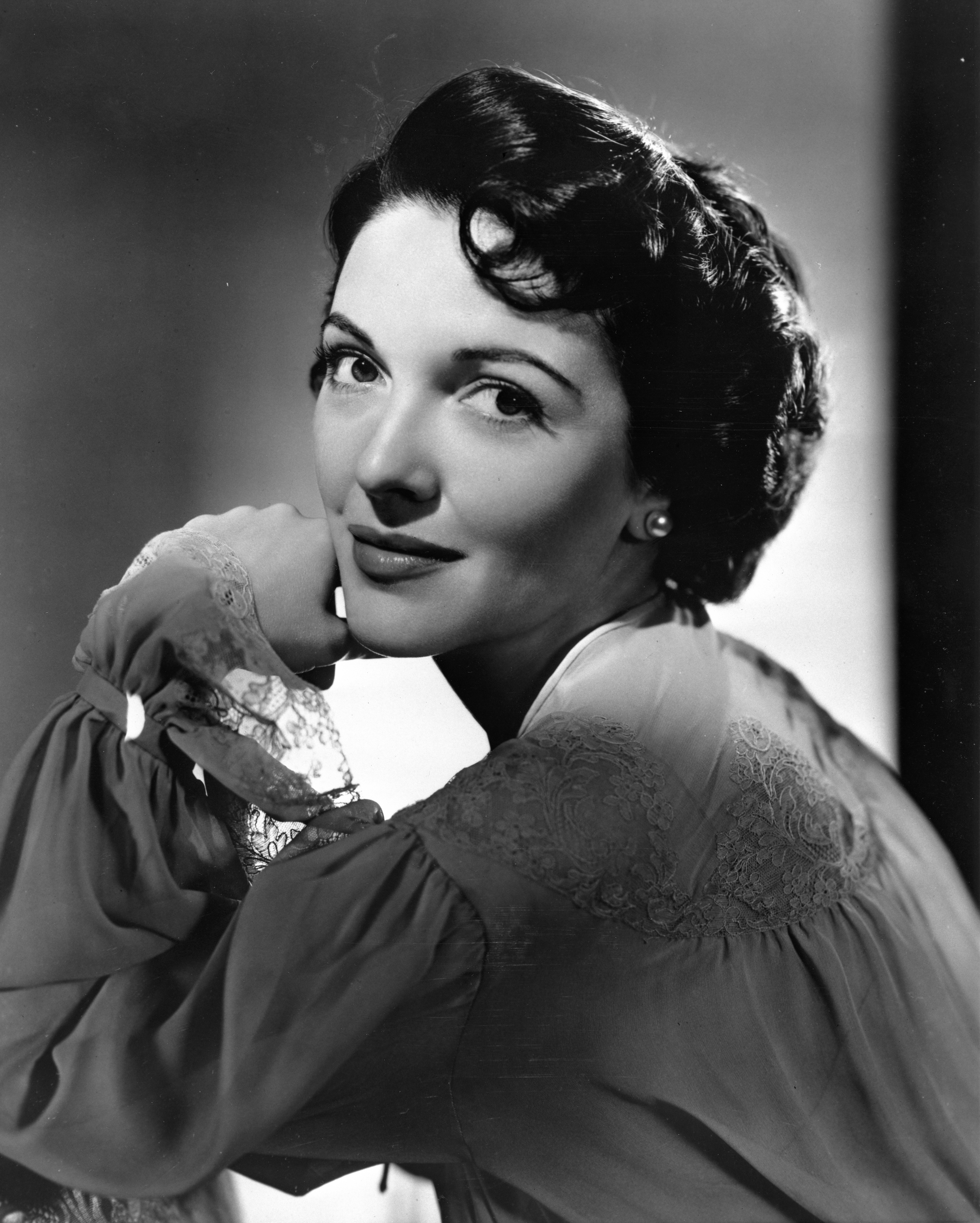
نانسي تظهر في صوره للدعاية،1950

## الزواج والأسرة
وعلى مدار حياة نانسي المهنيّة في هوليود، كانت تُواعد العديد من الممثّلين، من بينهم كلارك غيبل، وروبرت ستاك، وبيتر لوفورد؛ حتّى إنها وصفت غيبل بعد ذلك قائلةً: إنّه ألطف النجوم التي قابلت في حياتها. وفي 15 نوفمبر/تشرين الثاني 1949 قابلت رونالد ريغان  وكان حينئذٍ رئيس نقابة ممثّلي الشاشة. وقد أشارت نانسي إلى أنّ اسمها قد ظهر في قائمة هوليود السوداء، فأتت رونالد وطلبت منه أن يساعدها في الحفاظ على مهنتها كممثّلة شاشة، وأن يعاونها في حذف اسمها من القائمة السوداء؛ فأخبرها رونالد بأنّ اسمها قد اختلط باسم ممثّلة أخرى لديها نفس الاسم في القائمةْ، ومن هنا بدءا يتقابلان، وأصبحت علاقتهما موضوعًا للعديد من أعمدة الاشاعات الصحفية، وقد وصفت بعض الروايات الصحفية، التي تختص بهوليود، وقت الفراغ الذي يقضيانه في الملهى الليلي «برومانسيّة بين زوجين ليس عليهما أي عيب». ورُغم إنّ رونالد كان متردّدًا من الزواج، عقب انفصاله المؤلم عن جين وايمان، إلّا إنّه ظلّ يبحث عن امرأة أخرى. وبعد ثلاث سنوات من المقابلات، عرض عليها رونالد الزواج في جناحهما المفضّل في مطعم تشازن بمدينة بيفرلي هيلز؛ وتزوّجا في 4 مارس/آذار 1952 في حفل بسيط، بعيد عن الصحافة، أُقيم في الكنيسة البنيّة الصغيرة، في وادي سان فيرناندو، بلوس أنجلوس.

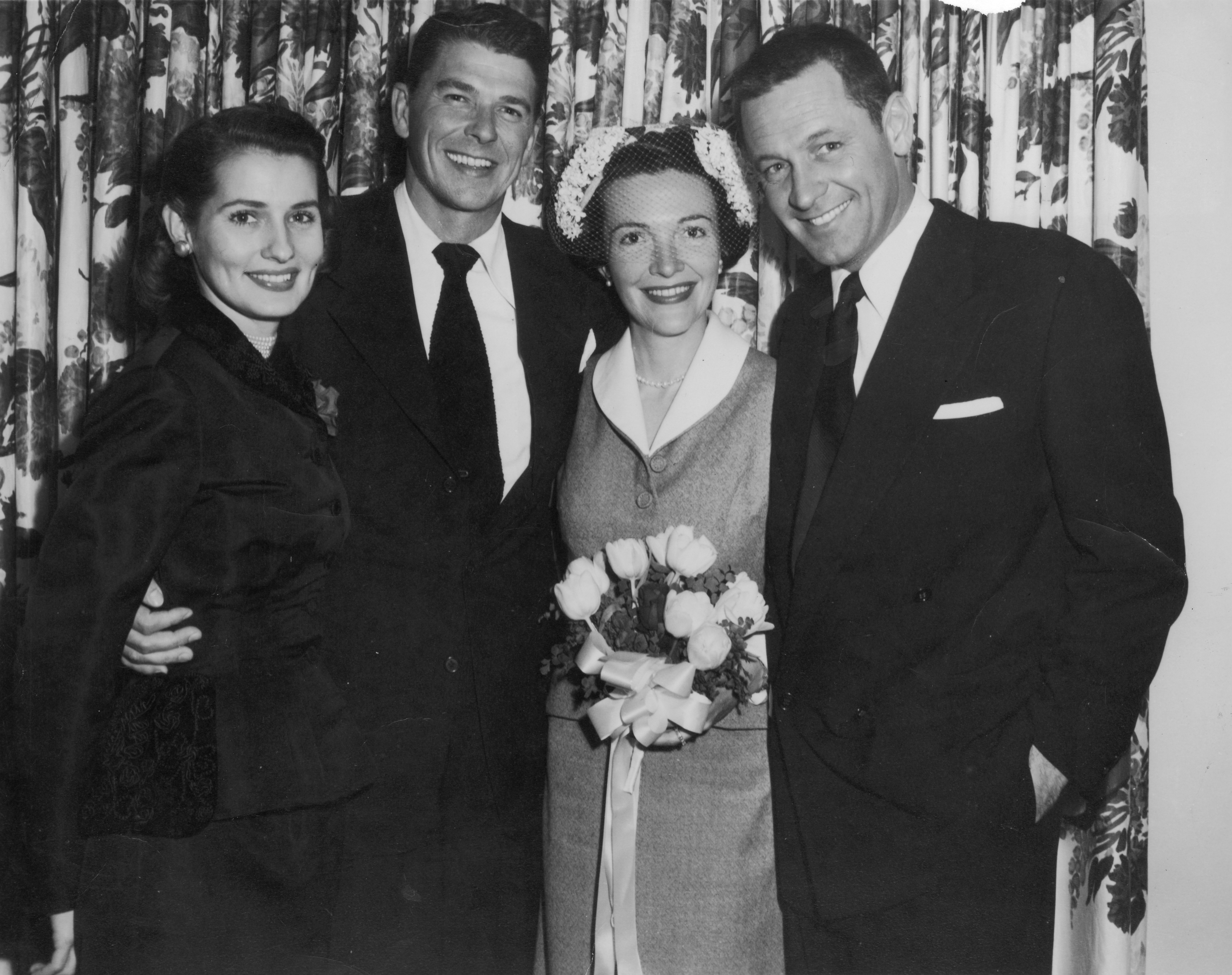
الضيفان الفريدان عقيلة العفاف بريندا مارشال و ويليام هولدن -أفضل رجل- في حفل زفاف رونالد ونانسي ريغان

ولم يحضر حفل الزفاف سوى الممثّل ويليام هولدن -أفضل رجل-، وزوجته الممثّلة برندا مارشال -عقيلة العفاف-. ورزقا بأوّل مولودة لهما وهي باتريشا آن ريغان، (والمشهورة باسم باتي ديفيس) في 12 أكتوبر/تشرين الأول 1952. وبعد مُضي ست سنوات، أنجبا ابنهما -رونالد بريسكوت ريغان- في 20 مايُو/ أيّار 1958. وأصبحت نانسي أيضًا زوجة الأب لكلّ من مورين ريغان (1941-2001)، وميخائيل ريغان (المولود عام 1945) أبناء رونالد من زوجته الأولى جين وايمان.

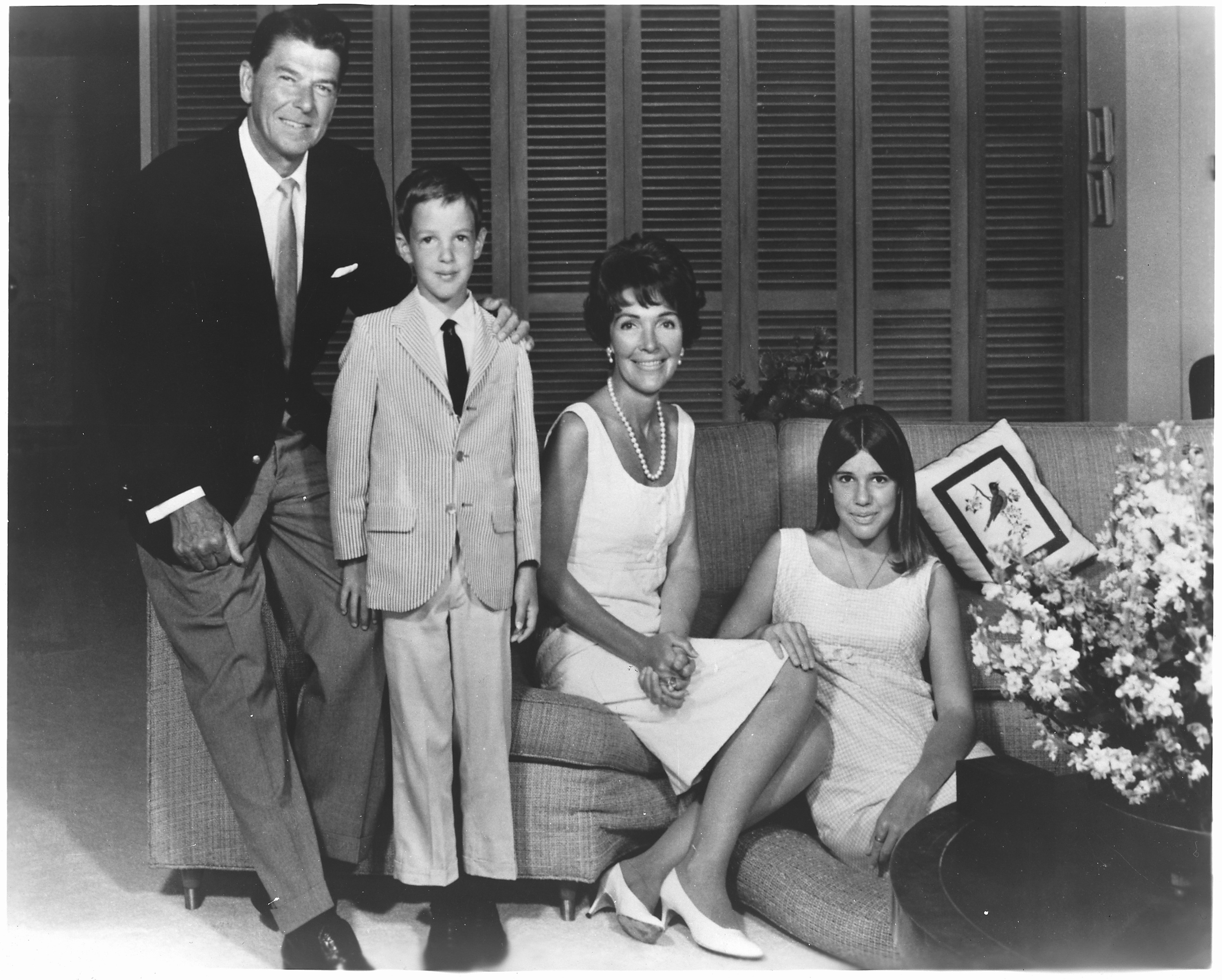
صورة لأسرة ريغان عام 1967، بعد تنصيبه حاكمًا على ولاية كاليفورنيا بفترةٍ وجيزة

وقد وصف المراقبون علاقة نانسي ورونالد بالعلاقة الوثيقة. وفي منصب الرئيس والسيّدة الأولى، لم يتوقّفا عن كشف عاطفتهما تجاه بعضهما، حتّى إنّ السكرتيرة الصحفيّة قالت: «إنّهما لم يأخذا بعض منحة، بل إنّهما لم يتوقّفا أبدًا عن مغازلة بعضهما». وكان رونالد دائمًا ينادي نانسي «مومي»، وكانت تناديه «روني». وبينما كان زوجها يقضي فترة الاستشفاء في المشفى بعد محاولة اغتياله عام 1981، كتبت نانسي في يومياتها تقول: «لا يمكن أن يحدث شيء لروني. لأن حياتي ستنتهي». وكتب رونالد حينها خطابًا لنانسي ذكر فيه: «أيًّا كان ما أدّخر أو استمتع به... فلن أشعر بطعمه مادمت لست هنا». وعام 1998، وبينما كان يظهر تأثير مرض الخرف (ألزهايمر) على رونالد، قالت نانسي لفانيتي فير: «علاقتنا من النوع النادر في هذا الزمان. لقد كنّا وما زلنا غارقين في الحب. وعندما أقول إنّ حياتي بدأت مع روني، حسنًا، هذه حقيقة. إنها بالفعل بدأت معه. وأنا لا أتخيّل حياتي بدونه.» واشتهرت نانسي بنظرتها المرتكزة والمنتبهة التي أُطلِق عليها «الحملقة»، والتي كانت تُحافظ عليها في خطابات زوجها أو أي ظهور آخر له. وبموت الرئيس ريغان في يونيو/ حزيران 2004، انتهت ما سمّاه شارلتون هيستون «أعظم قصة حب شهدها تاريخ الرئاسة الأمريكيّة.»
ولم تكن علاقة نانسي بأولادها وثيقة مثل علاقتها بزوجها. فدائمًا ما كانت تتشاجر مع ابنتها وربيبتها. وكانت علاقتها مع باتي الأكثر خصومة؛ فلقد أهانت باتي مذهب المحافظة الأمريكي، وتمرّدت على والديها بالتحاقها بحركة تجميد الطاقة النوويّة واعتماد كتب معادية لوالديها، وقضت باتي ما يقرب من 20 عامًا في عداء أسري، ممّا جعلها في غاية البعد عن أبيها وأمها. وعندما أصيب والدها بمرض ألزهايمر، تصالحت باتي مع أمّها وبدءا يتحدّثا يوميّا بانتظام. وكان الخلاف بين نانسي وميخائيل أيضًا من الأمور التي عرفها العامّة عن الأسرة الحاكمة، فلقد اقتُبس عنها عام 1984 تقول: «أنهما بعيدين عن بعضهما في الوقت الحالي». وردّ ميخائيل قائلًا: إن نانسي كانت تحاول أن تُخفي حقيقة إنها لم تقابل ابنتها، أشلي، التي وُلدت منذ عام تقريبًا. وفي النهاية، تآلفا قلبي نانسي وميخائيل. وكان يقال إنّ نانسي كانت أقرب إلى ربيبتها مورين طوال الفترة التي قضتها في البيت الأبيض، ولكن عاش طفلي نانسي ورونالد فترات من البعد عن والديهما.

## السيدة الأولى
أصبحت السيدة الأمريكية الأولى في يناير 1981 وتلقت انتقادات عدة خلال الولاية الأولى لزوجها بسبب طلبها إضافة فخامة أكثر إلى البيت الأبيض ولاهتمامها الزائد بالموضة. ودعمت ريغان حملة توعية ضد المخدرات بعنوان “قل لا فحسب” التي اعتبرت إحدى أهم إنجازاتها كسيدة أولى.
وخلال فترة ريغان، كانت معدلات البطالة مرتفعة وزادت معدلات الإفلاس وإغلاق المزارع. إلا أنه مع التحسن الاقتصادي، تم توفير عشرين مليون فرصة عمل، لدرجة أن عدد الذين تم توظيفهم، عند انتهاء فترة رئاسته حوالي 118 مليون أمريكي، وهي أعلى نسبة في تاريخ الولايات المتحدة.
كانت حريصة جدا على حماية زوجها واعترفت عام 1988 انها دفعت المال لأحد المنجمين ليتنبأ لها حول مستقبل حياة زوجها بعد محاولة الاغتيال التي تعرض لها في عام 1981.
وصف المراقبون علاقة رونالد بنانسي بقصة الغرام الحقيقية والصادقة فقد كانا متيّمان ببعضهما وتطلق عليه اسم "روني" في حين أسماها هو "مومي". وكانت نانسي تقلق في كل مرة كان زوجها يغادر البيت الأبيض خوفا على حياته وكتبت مرة في أحد يومياتها "إذا حدث أي مكروه لروني فإن حياتي تنتهي"، وفي إحدى رسائله لها قال رونالد "على الرغم من كل ما أستمتع به فإني متأكد أني غير قادر على الإحساس بالمتعة لو لم يكن لدي أنتِ." وبعدما اطلعه الأطباء على إصابته بالزهايمر كتب رونالد لاحد اصدقائه قائلا “ لقد أخبرني الأطباء أني مثل ملايين الأمريكيين الذين لديهم عوارض داء الزهايمر. إني أتمنى فقط لو بإمكاني إبعاد نانسي عن هذه التجربة المؤلمة."

## سيّدة كاليفورنيا الأولى، 1967 - 1975

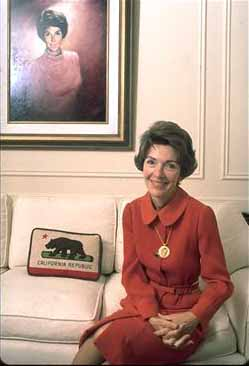
نانسي سيّدة كاليفورنيا الأولى

كانت نانسي سيّدة كاليفورنيا الأولى أثناء فترتي الولاية اللتان قضاهما زوجها في منصب الحاكم. ولم تتأقلم نانسي على الحياة في ساكرمنتو، حيث لم تجد ما تعوّدت عليه في لوس أنجلوس من الإثارة، والحياة الاجتماعيّة، والمناخ المعتدل. وفي بدايات عام 1967 بدأت نانسي تستقطب الجدل نحوها، عندما نقلت إقامة الأسرة الحاكمة، بعد أربعة أشهر من المكوث في قصر حاكم كاليفورنيا ، إلى إحدى الضواحي الخاصّة بالأثرياء، بعد أن صنّف مسئولوا التأمين ضد الحرائق القصر من بين الأماكن المعرّضة للحريق. ورُغم إنّ نانسي ورونالد ريغان قد استأجرا المنزل الجديد على نفقاتهما الخاصّة، إلّا إنّ انتقالهما قد وُصِف بتصرّف يدل على الغرور. وبرّرت نانسي أفعالها بأنها تفعل ما تراه جيّدًا لأسرتها، وهو تبريرٌ وافقها عليه زوجها عن طيب خاطرٍ منه. ومع مرور الوقت، قدّم بعض أصدقاء العائلة المساعدة في تكاليف البيت المستؤجر، في الوقت الذي كانت نانسي تضع فيه أساس منزل جديد لحاكم كاليفورنيا على طراز ريفيّ في مقاطعة كارميشيل. وقد تمّ الانتهاء من أعمال البناء مباشرةً عقب ترك رونالد ريغان منصبه عام 1975، ولكن الحاكم التالي له، جيري براون، رفض العيش فيه. وعام 1982 تم بيع المنزل، ومنذ ذلك الحين، لم يعش حاكم كاليفورنيا في أجواءٍ عشوائيّة.
وعام 1967 عُيّنت نانسي في مجلس الفنون في كاليفورنيا بقرارٍ من زوجها؛ وبعد مُضي عام، وصفتها جريدة لوس أنجلوس تايمز بسيّدة العام. وفي ملفّها، صنّفتها جريدة تايمز ب«السيّدة الأولى النموذجيّة». ولسحرها، وأسلوبها، وحيويّتها كانت نانسي الهدف الدائم لكاميرات المصوّرين الصحفيّين. وأثناء تولّي نانسي منصب السيّدة الأولى، قامت ببعض الزيارات إلى الجنود القدامى، والمسنّين، والمعاقين، وعملت في العديد من المنظّمات الخيريّة. وركّزت جهودها على برنامج رعاية الأجداد ،  لتساعد في نشره في الولايات المتّحدة وأستراليا. ثمّ وسّعت نانسي من عملها مع المنظّمة بعد وصولها واشنطن، [57] وكتبت عن تلك التجربة في كتابها كي تحب طفلًا الصادر عام 1982. وخلال تولّيهما منصبي الحاكم والسيّدة الأولى، قام رونالد ونانسي ريغان بتنظيم مأدبات عشاء لتكريم أسرى الحروب، والمحاربين القدامى الذين شاركوا في حرب فيتنام.

## دورها في الحملتين الرئاسيّتين عام 1976 وعام 1980
انتهت مدّة ولاية رونالد ريغان الثانية في منصب الحاكم عام 1975، ولم يترشّح بعدها لولاية ثالثة؛ بل جمع بعض المستشارين ليبحثوا مدى إمكانيّة خوضه الانتخابات الرئاسيّة لعام 1976، ضدّ الرئيس الحالي جيرالد فورد. لكن ما زال يحتاج ريغان أن يُقنِع زوجته قبل المُضيْ قُدُمًا نحو الترشّح. ورُغم إنّ نانسي خافت على صحة زوجها، وحياته المهنيّة كَكُل، شعرت نانسي أنّ رونالد هو الشخص الأنسب لهذا المنصب لذا وافقت في النهاية. وفي هذه الحملة أدّت نانسي دورًا أكثر تقليديّةً، فأقامت مآدب لتناول الطعام والقهوة وتحدّثت إلى كبار المواطنين، وفوق هذا كلّه، راقبت نانسي زوجها مراقبةً شخصيّة، وأشرفت على جدوله اليومي، بل وكانت تعقد مؤتمرات صحفيّة بين الفينة والأخرى. وأثناء حملة 1976 بدأ ما يسمّى ب«معركة الأميرات» بين نانسي وبيتي فورد السيّدة الأولى حينها. فعلى مدى الحملة تحدّث كلاهما في نفس القضايا ولكن بطرقٍ مختلفة؛ لاسيّما إن نانسي كانت غاضبةً من الصورة العدائيّة التي وصفت بها حملة فورد زوجها رونالد.
ورُغم إن رونالد فقد بطاقة الترشّح الجمهوري لعام 1976، تقدّم رونالد للانتخابات الرئاسيّة لعام 1980، ونجح في الترشّح ثمّ فاز في الانتخابات. وفي هذه الحملة الثانيّة أدّت نانسي دورًا بارزًا وأصبحت إدارتها للأمور أكثر وضوحًا من ذي قبل. فلقد عقدت اجتماع بين جون سيرز وميخائيل ديفر رؤساء الحملة العدائيين، وزوجها؛ والذي أسفر عن مغادرة ديفر للحملة وتسلّم سيرز زمام الأمور. وبعد فشل الحملة في أوا كوكس ، وتخلّفها في تصويت نيو هامبشاير المبدئي ، نظّمت نانسي اجتماع آخر وقررت فيه إنه قد حان الوقت لطرد سيرز وشركائه من الحملة، فأعطت سيرز نسخة من البيان الصحفي المعلِن عن نبأ فصله. وأصبح تأثير نانسي على زوجها ملحوظًا من حضورها التجمعات ومآدب الطعام والاستقبالات مما عزّز ثقة رونالد بنفسه.

## سيّدة الولايات المتّحدة الأمريكيّة الأولى، 1981-1989

### روعة البيت الأبيض

#### الترميم

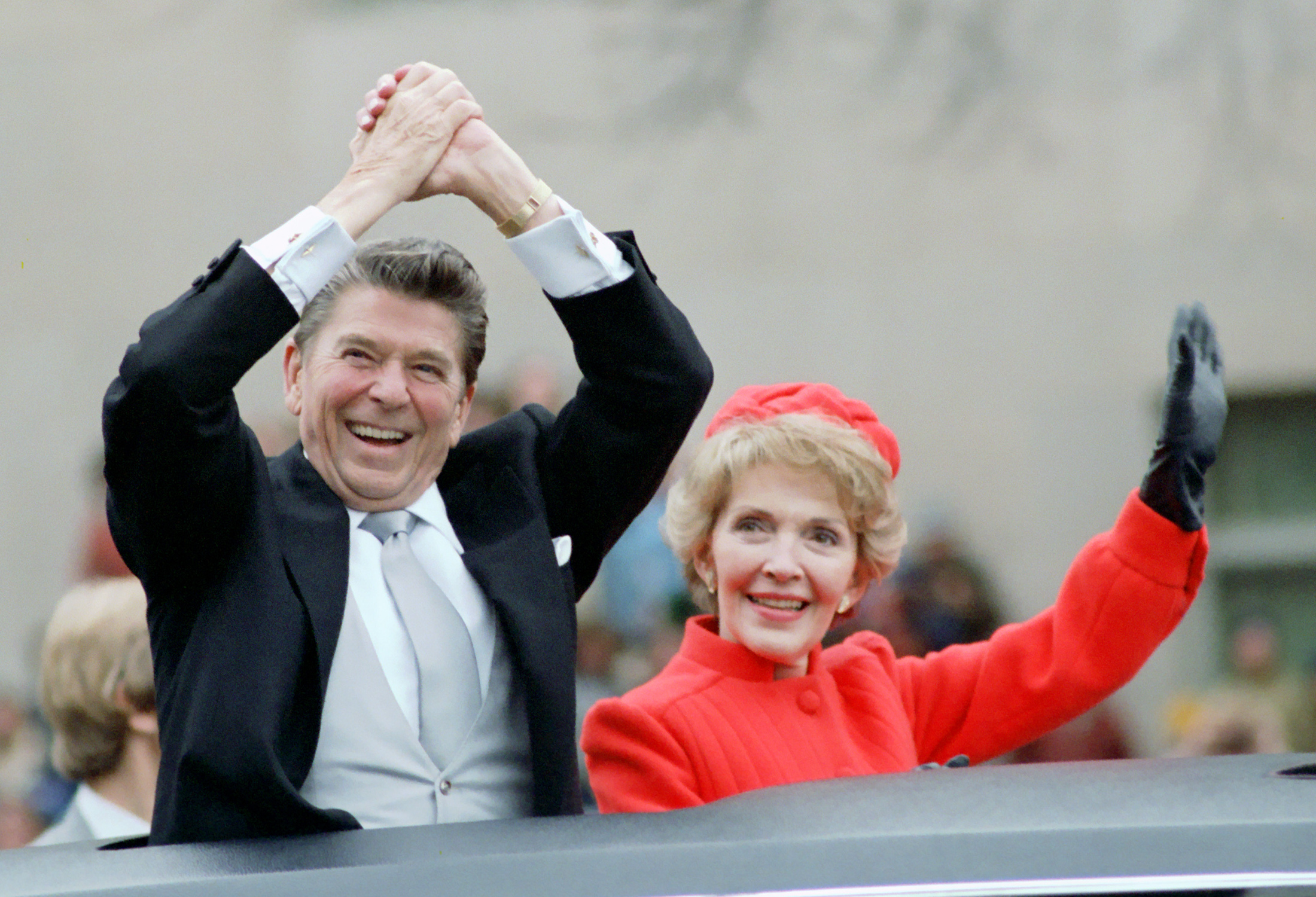
نانسي ريغان، السيدة الأولى، والرئيس ريغان في الموكب الافتتاحي عام 1981

أصبحت نانسي ريغان السيّدة الأولى للولايات المتّحدة الأمريكيّة، عندما نُصّب رونالد ريغان رئيسًا للولايات المتّحدة في يناير/كانون الثاني 1981. وفي وقت مبكر من رئاسة زوجها، أفصحت نانسي عن رغبتها في إنشاء «منزل رئيسي» يليق بالبيت الأبيض، بعدما أصبح المبنى في حالة من الفوضى بعد سنوات من الإهمال. ويصف مايكل ديفر، الضابط المعاون للبيت الأبيض، الطابقين الثاني والثالث بطوابق «حوائطها جص مشقّق، وطلائها مقشور، وأرضها كالتي ضربها زلزال.» وبدلًا من أن تستغل نانسي التبرّعات الحكوميّة في ترميم البيت الأبيض وإعادة طلائه، طلبت نانسي تبرّعات خاصّة. وعام 1981 أطلقت نانسي عمليّة ترميم واسعة لعدد من غرف البيت الأبيض والتي شملت الطابقين الثاني والثالث،  والغرف المحيطة بالمكتب الرئاسي، ومن بينها قاعة الصحافة. واشتملت عمليّة الترميم على إعادة طلاء الجدران، وترميم الأرض، وإصلاح المواقد، وإعادة توزيع القطع الأثريّة، والنوافذ، والأسلاك. وتمّ تحويل الخزانة الموجودة في غرفة النّوم الرئيسيّة إلى قاعة تجميل وغرفة ملابس؛ أمّا غرفة النوم الغربيّة، فقد تحوّلت إلى قاعة ألعاب رياضيّة.
حصلت السيّدة الأولى على مساعدة تيد جرابر، مهندس ديكور متجدد، ومشهور بديكوراته الاجتماعيّة الساحليّة الغربيّة المترفة، ليُعيد زخرفة الأقسام المعيشيّة للأسرة. وأضافت السيّدة الأولى إلى غرفة النوم الرئيسيّة ورق حائط على الطراز الصيني ومُزَخرفة يدويّا،  ووضعت أثاث الأسرة الحاكمة في القسم الخاص بها. وقد قامت السيّدة الأولى ومصمّمها باستعادة بعض تماثيل البيت الأبيض المُخزّنة وتوزيعها في جوانب البيت.
ودُفِعت تكاليف التجديدات الشاملة من التبرّعات الخاصّة. وقد حدثت معظم التغييرات البارزة والدائمة، نتيجة للترميم والإصلاح الذي قالت عنه نانسي: «إنّ البيت الأبيض هو بيت كل الأمريكيين، وأودّ أن أجعله بيتًا يفتخرون به». وقد وُجّهت بعض الانتقادات إلى تلك الترميمات، كونها دُفِعت تكاليفها من التبرّعات القابلة للخصم الضريبي، بمعنى إن بعض تلك الترميمات تمّ مباشرةً من الضرائب التي يدفعها عامّة الشعب.

#### الموضة
كان اهتمام نانسي بالموضة من بين العلامات المسجّلة عن حياتها. فبينما كان زوجها ما يزال مرشّحًا رئاسيًّا ، ركّزت التقارير الصحفيّة على حياة نانسي الاجتماعيّة وشغفها بالموضة. وفي كثير من الروايات الصحفيّة كانت تُعقد مقارنات غير محايدة بين حس نانسي للموضة، وحس جاكلين كينيدي السيّدة الأولى التي سبقتها. لكن أصدقاء نانسي والمقّربون منها كانوا يقولون: إن كانت نانسي تتشابه في ذوقها بالموضة مع جاكلين، فهي أيضًا لها ذوقها الخاص الذي تختلف به عن غيرها من السيّدات الأول. وجاءت صديقة نانسي الحميمة هاريت ديوتش لتقول: «إنّ نانسي لديها بصمتها الخاصّة».
وتكوّنت خزانة ملابس نانسي من فساتين، وعباءات ، وبدلات مصمّمة بأيدي مصمّمي الرفاهية، من بينهم جيمس جالانوز ، وبيل بلاس ، وأوسكار دي لا رينتا.وقد قُدّر سعر الفستان الأبيض اللّون، المزيّن يدويًّا بالخرز، ذو الكتف الواحد، والذي ارتدته نانسي في حفل التولية، وصمّمه جالانوز ب 10.000 دولار أمريكي؛ بينما قيل إنّ تكلفة خزانة ملابس نانسي عند التولية كانت تقدّر ب 25.000 دولار أمريكي. وكانت نانسي تُفضّل اللون الأحمر، وتسمّيه «المنتقي ذو الذّوق الرفيع»، وترتديه تبعًا لذلك. وكانت خزانة ملابسها دائمًا ما تحتوي على اللون الأحمر، حتّى إنّ درجة لون سيّارات الإطفاء الحمراء كان يطلق عليه «حمراء ريغان» وعيّنت نانسي مصفّفّتين خاصّتين بها لتصفيف شعرها داخل البيت الأبيض بانتظام.

نانسي تظهر في صورة للعرض بمجلة فوغ داخل الغرفة الحمراء عام 1981

وكان مُصمّموا الموضة سعداء بهذا الاهتمام الذي تُوليه نانسي للملابس؛  فقال أدولفو: جسّدت السيّدة الأولى «مظهرًا أمريكيًّا أنيقًا، مترفًا، أصيلًا، برّاقًا»؛ بينما قال بيل بلاس: «أعتقد أنه لم يمر على البيت الأبيض منذ جاكلين كينيدي أوناسيس من لديه مثل أناقة نانسي.» وأوضح ويليام فاين رئيس شركة فرانسيس ديني لمستحضرات التجميل أنها «تلبس دائمًا على الموضة، لكنّها لا تصبح عصريّة.»
ورُغم إنّ موضاتها الأنيقة وخزانة ملابسها قد اعتُبِرا «نموذجًا للأناقة الفاتنة»، إلّا إنّهما أصبحا أيضًا موضعا جدلٍ كبير. وعام 1982 شعرت نانسي أنها أنفقت آلاف الدولارات على ملابسها ومجوهراتها وما إلى ذلك، لكنّها برّرت أفعالها بأنّ هذه الملابس كانت على سبيل الاستعارة، وإمّّا أن تُرد أو تُرسل للمتاحف؛ وإنّها كانت تحاول أن ترتقي بصناعة الموضة في أمريكا. وبعدما وُجّهت إليها الانتقادات قالت: لن أقبل بمثل هذه القروض بعد اليوم. وبينما اعتادت نانسي أن تشتري ملابسها، استمرّت في الاستعارة، وأحيانًا ما كانت تحتفظ بملابس مصمّميها طوال فترتها في منصب السيّدة الأولى، ولم ترتديها حتّى عام 1988. ولكن مثل هذه الأشياء لم تسرد في كشوف الفضائح الماليّة؛ ولم تقدّم تقارير عن قروض بالتزامات بلغت مايقرب من 10.000 دولار أمريكي ممّا يُعدّ انتهاكًا للاتفاقية التي وقّعتها الولايات المتّحدة عام 1982، بينما من باب أولى فإنّ عدم تقديم تقارير عن قروض أكبر لم تُسدّد أو ملابس لم تُرد، يعدّ انتهاكًا محتملًا لمباديء القانون الحكومي .
وقد أعربت نانسي على لسان سكرتيرتها الصحفيّة عن «ندمها لعدم الأخذ بنصح مستشارها في الكشف عن تلك الالتزامات أمام الملأ.»
ورُغم الجدل الذي أًُثِير حولها، قال معظم مصمّموا الأزياء الذين سمحوا لها أن تستعير الملابس من الخارج: إنّ الترتيبات كانت ذات فائدة لهم، ولصناعة الموضة الأمريكيّة كافة. وعام 1989 كُرّمت نانسي في مهرجان عشاء الجوائز السنوي الذي يقيمه مجلس مصمّمي الموضة في أمريكا ؛ والذي تسلّمت فيه جائزة المجلس للإنجاز الدائم. وقالت عنها باربرا جيل والترز: «لقد ساهمت نانسي بالكثير لكلمة» موضة«، كل يوم وعلى مدار ثمان سنوات.»

#### الأناقة والإجراءات الشكليّة
لم يمر سوى عامًا تقريبًا على الفترة الأولى من ولاية رونالد، حتّى بدأت نانسي تستكشف أمر تغيير أطقم الأواني المنزليّة للبيت الأبيض على الطراز الصيني؛  حيث لم يتم تغييره كاملًا منذ حكم الرئيس ترومان، خلا تغيير جزئي حدث في حكم الرئيس جونسون. وقد اقتُبِس عنها تقول: «إنّ البيت الأبيض في أمسّ الحاجة إلى الطراز الصيني.» ولأنّ السيّدة الأولى كانت دائمًا تتعامل مع شركة لينوكس ، المصنع الأول للبورسلان في أمريكا، اختارت نانسي تصميم لمجموعة أطباق حمراء منحوتة بالذهب، وأحاطت الأطباق العاجيّة ذات اللون القرمزي أوالأصفر الشاحب بخاتم رئاسيّ بارز منحوت بالذهب في وسطها. وتكوّنت أطقم الأدوات المنزليّة بأكملها من 4.370 قطعة؛ أي 19 قطعةً للطقم الواحد. وكان إجمالي التكاليف 209.508 دولار أمريكي. ورُغم إنّ التكاليف دُفِعت من التبرّعات الخاصّة وبعضها من مؤسسة ناب، إلّا إنّ الشراء قد أثار بعض الجدل، لأنه تمّ في وقت كانت تعاني فيه أمريكا من ركود اقتصاديّ .
شغفها بالحياة الصينية الجديدة، وترميمها للبيت الأبيض، وملابسها باهظة الثمن، وحضورها عقد قران تشارلز وديانا أمراء ويلز  أضفى هذا على حياتها جواً من الشقاق مع الشعب الأمريكي خلال الركود الاقتصادي الذي كان يمر به. وفوق هذا كله شعورها بالتميّز جعل الناس يُكنُّونها بـ «الأميرة نانسي» استهزاءً بها. ومثلها مثل السيّدة جاكلين كينيدي التي واجهت بعض الانتقادات الصحفية لتقاليدها المغالية، كانت نانسي أيضًا تعامل معاملةً أكتر جفاءًا وسلبيّة. وفي محاولة من نانسي لرد تلك الانتقادات ارتدت نانسي زيّ سيّدة متشردة في مأدبة طعام جريدرون عام 1982 وغنّت أغنية «الملابس المستعملة» استهزاءًا بأغنية «الورد المستعمل»؛ وساعدتها هذه المسرحيّة الهزليّة القصيرة كتيرًا في استرداد سمعتها.

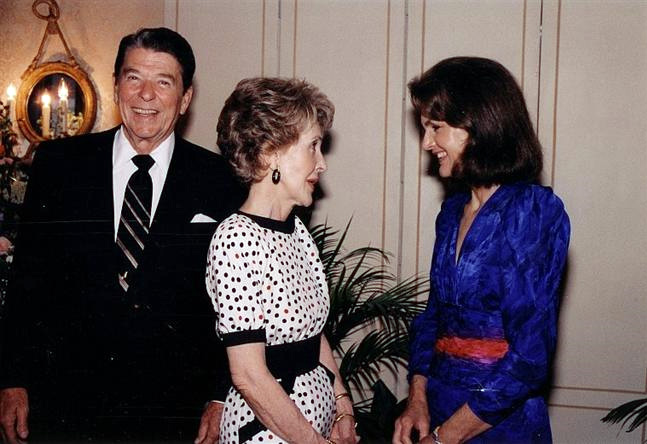
نانسي ريغان، السيدة الأولى، و جاكلين كنيدي، السيدة الأولى السابقة، والرئيس عام 1985. لطالما كان يُقارن بينهما لما يتمتعان به من جاذبية بعكس السيدات الأُخريات الّلاتي توسطن بينهما

أمعنت نانسي ريغان النظر في الانتقاد الموجه إلى سيرتها الذاتية الصادرة عنها عام1989، والمعروفة باسم دوري، إذ تصف فيها ريغان جلوسها على مأدبة الغداء مع روبرت شتراوس، الرئيس السابق للجنة الوطنية لديموقراطية، حيث خاطبها شتراوس قائلاً: " في المرة الأولى التي قدمت فيها إلى المدينة لم أحبك أبدًا يا نانسي ولكن سرعان ماتغيرت وجهة نظري عنك فور معرفتي بك وحينها قلت: "إنها امرأةٌ منفتحةٌ"، فأجابته نانسي قائلةً:"حسب التقارير التي قرأتها في الصحيفة عني يا بوب ما كنت لأحب نفسي!". وبعد انتهاء فترة رئاسة كل من غيرالد فورد-والذي فضّل أغنية ميشيغان للقتال على أغنية مرحبا بالرئيس-و جيمي كارتر-والذي قلل من رسمية المهام الرئاسية بشكل ملحوظ-أعادت نانسي إلى البيت الأبيض أحد مظاهر روعة أسلوب كينيدي في التعامل.، فأقامت 56 مأدبة عشاء رسمي في ثمان سنوات مقارنةً بالستة التي أقامها جورج ولورا بوش .، وعلقت نانسي بقولها:"إقامة العشاء هو أمر هين للغاية، فكل ما عليك فعله هو ان تستمتع بوقتك مع بذل قليل من الجهد، هكذا تسير الأمور في واشنطن."، ففي عام 1987، زار ميخائيل غور باتشوف العاصمة واشنطن ليكون بذلك أول قائد سفيتي يزورها منذ عام 1959 حين كان كل من نيكيتا خروتشوف ونانسي ريغان مسؤلين عن إقامة واستضافة العشاء الرسمي الهام والمرتقب بشغف ، وبعد الفراغ من العشاء، استدعت نانسي عازف البيانو فان كليبرن ليغني مختارات من "ليالي موسكو" للوفد السوفيتي واندمج معهم كل من ميخائيل ورايسا في الغناء، وعلق جورج شولتز على الأمسية بقوله:" انتابنا شعور بان ثلوج الحرب الباردة تنهار"، واختتمت نانسي الامسية بقولها:"لقد كانت نهاية فريدة لواحدة من اعظم الأمسيات اثناء فترة رئاسة زوجي."

## فقط قل لا

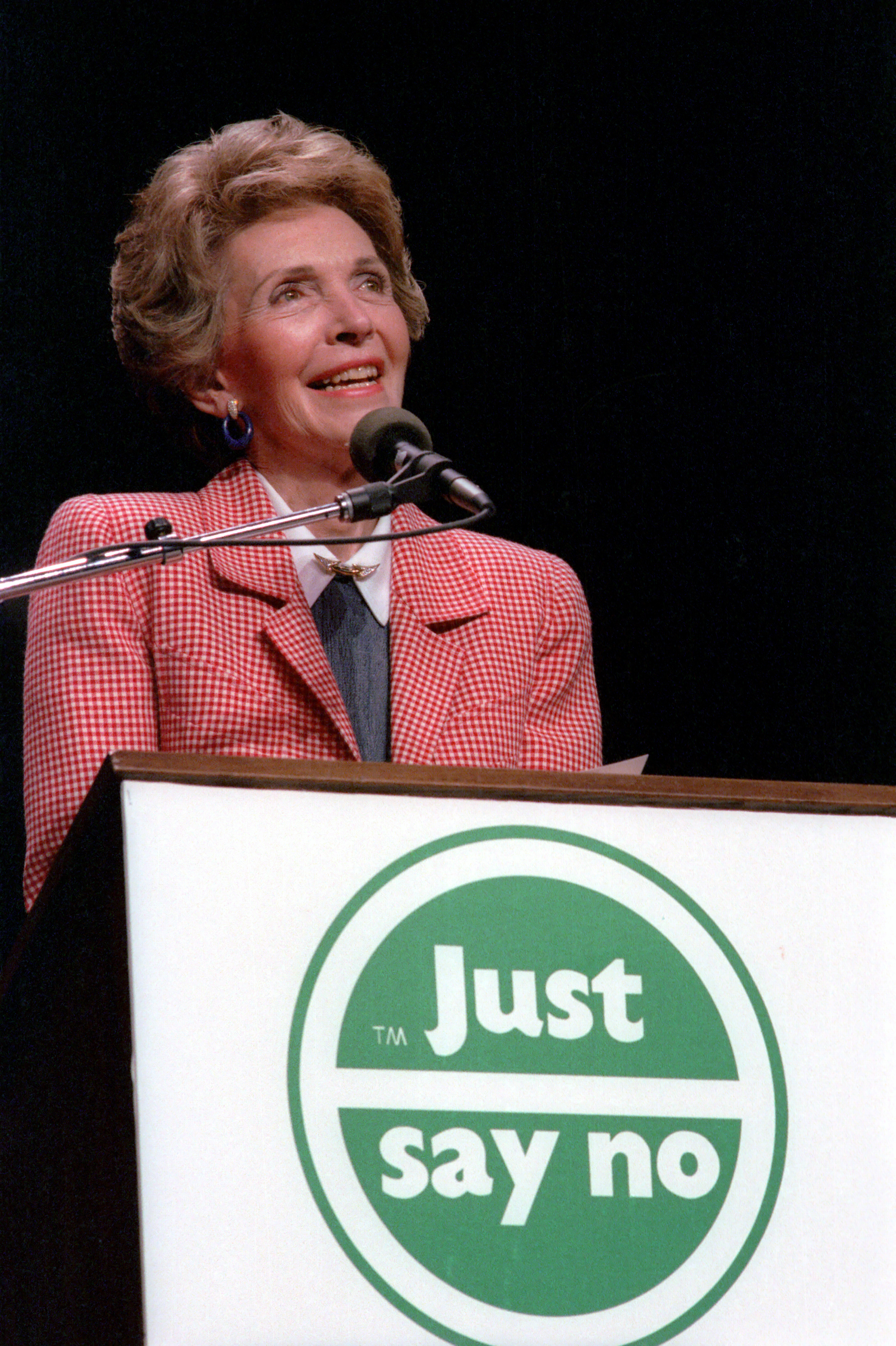
نانسي ريغان تُلقي كلمة في اجتماع جماهيريّ لحملتها فقط قل لا في لوس أنجلوس عام 1987

في عام 1982، أطلقت نانسي ريغان حملة للتوعية بمخاطر المخدرات بعنوان «فقط قل لا»، والذي يعد مشروعها الأول ومبادرتها الأساسية بوصفها السيدة الأولى.، وكانت المرة الأولى التي تهتم فيها نانسي بتوعية الشباب بمخاطر المخدرات من خلال حملة مكافحة أطلقتها عام 1980 انطلقت من قرية داي توب الواقعة ضمن مدينة نيو يورك ، وفي عام 1981 أبدت نانسي ملاحظة قائلة:«إن الوقوف على أضرار المخدرات على الأطفال وتفهّم ضغط الأقران وسبب اللجوء إلى المخدرات وهكذا .... هي الخطوة الأولى لحل المشكلة.» جاءت حملة نانسي ريغان مرتكزة على هدفين: التوعية بأضرار المخدرات وإعلام الشباب بخطر تعاطيها.
وفي عام 1982، سألت إحدى الطالبات نانسي ريغان عما ينبغي عليها فعله إذا عُرضت عليها المخدرات، فأجابتها نانسي قائلة:"فقط قولي لا؛ ثم شاع استعمال هذه العبارة في الثقافة الشعبية في ثمانينيات القرن العشرين وانتهى الأمر بجعلها مسمى للمنظمات المشتركة وبرامج مكافحة المخدرات في المدارس ؛ ثم وجهت ريغان اهتمامها إلى تفقد برامج الوقاية من تعاطي المخدرات ومراكز تأهيل مدمني المخدرات، فسافرت إلى مسافة تزيد على 250,000 ميلاً (400,000كم)داخل الولايات المتحدة وخارجها؛ كما ظهرت في البرامج الحوارية على شاشة التلفاز وأصدرت إعلانات في إطار الخدمة العامة، وسجلت مقالات للضيوف، كذلك ظهرت نانسي في إحدى حلقات الدراما التليفزيونية الناجحة وهي الأسرة الملكية بُغية تأكيد دعمها لحملة مكافحة المخدرات. وفي الوقت لذي كانت تدعم فيه حملة «فقط قل لا»، ظهرت نانسي في مسرحية هزلية مشهورة في ثمانينيات القرن العشرين وهي مسرحية ديفرانت ستروكس كما ظهرت في أحد مقاطع موسيقى الروك المصورة عام 1985 والمعروفة باسم"أوقفوا هذا الجنون"، وعندما سئلت عن حملتهاجابت بقولها:"إن كان بإمكانك إنقاذ طفلٍ واحدٍ، فالأمر يستحق العناء."
وفي عام 1985، طوّرت نانسي حملتها لتشمل المستوى الدوليّ، عندما دعت السيّدات الأُوَل من مختلف البلدان إلى البيت الأبيض لحضور المؤتمر الذي أعدَّته بشأن تعاطي المخدّرات؛ كما وقّع الرئيس ريغان على مشروع قانون لمكافحة المخدّرات في 27 من أكتوبر/تشرين الأوّل عام 1986، والذي خصّص 1,7 مليار دولارًا لتمويل مكافحة هذه الأزمة، كما نصّ المشروع على أقلّ عقوبة إلزامية لجرائم المخدّرات، واعتبرت نانسي ريغان هذا المشروع انتصارًا شخصيًّا رُغم طعن البعض فيه؛ وأصبحت نانسي ريغان السيّدة الأولى التي تُدعى إلى إلقاء خطاب في الجمعيّة العامّة للأمم المتحدة عام 1988، حيث تناولت في خطابها حظر تداوُل المخدّرات على المستوى الدوليّ وقوانين تهريبها.
كما شكّك منكري جهود ريغان في نتائج تلك الجهود، محتجين بأن البرنامج لم يتسع ليشمل كثير من القضايا الاجتماعية مثل البطالة والفقر وتفكُّك الأسرة؛ وكان النقّاد الليبراليّون قد وصفوا نهج نانسي لزيادة الوعي بمخاطر المخدّرات بالبساطة، في حين أنّه كان هناك عدد من الاّّتّحادات والمنظّمات التابعة لحملة«فقط قل لا» كانت تقوم بنشاطها في مختلف أرجاء البلاد بهدف توعية الأطفال والمراهقين بمخاطر المخدّرات.

ريغان تُقيم مؤتمرًا للسيّدات الأُول بشأن تعاطي المخدّرات بالبيت الأبيض عام 1985

## حامية زوجها
بعد محاولة اغتيال زوجها عام 1981، كانت نانسي ريغان بمثابة الحارس غير المباشر لزوجها؛ ففي 30 من شهر مارس/آذار من العام ذاته، أُطلِقَ الرِّصاص على الرئيس ريغان وثلاثة آخرين عند مغادرتهم لفندق واشنطن هيلتون، الأمر الذي أفزع نانسي وجعلها تُسرِع إلى مشفى جامعة جورج واشنطن حيث يرقد زوجها؛ وقالت نانسي:«ليست هذه المرة الأولى التي أرى فيها غُرَف طوارئ ولكنَّها أول مرَّةٍ أراها هكذا حين دخلها زوجي.» واصطُحِبَت نانسي إلى غرفة الانتظار، وعندما سُمِحَ لها برؤية زوجها داعبها بقوله:«نسيت ان أختبيء يا عزيزتي»، مستخدمًا مزحة جاك دمبسي، الملاكم، مع زوجته.
وقد ظهرت طبيعتها الأمنيّة الحذرة في نموذج مبكّر عندما دخل السِناتور ستروم ثور موند إلى غرفة الرئيس في اليوم ذاته من شهر مارس/آذاروتخطّى جهاز الخدمة السريّة-مُدّعيا أنّه صديق مقرّب للرئيس-، ربما ليجذب الإعلام إليه، الأمر الذي أثار غضب نانسي وحملها على طرده؛ وخلال فترة وجود الرئيس بالمشفى لتلقي العلاج، كانت نانسي تنام مرتديةً أحد قمصانة لتنعم بالرّاحة من رائحتها؛ وبعد خروج ريغان من المشفى في 12 إبريل/ نيسان، رافقته ريغان إلى البيت الأبيض. ووصفت التقارير الصحفيّة نانسي ب«الحامي الأولّ» لزوجها كاستكمالٍ لوصفهم الأولّ لها بشكل عام كرفيقة دربه وخيرُ مُعينٍ له من أهله أثناء فترة الحرب الباردة.

## تأثيرها على البيت الأبيض

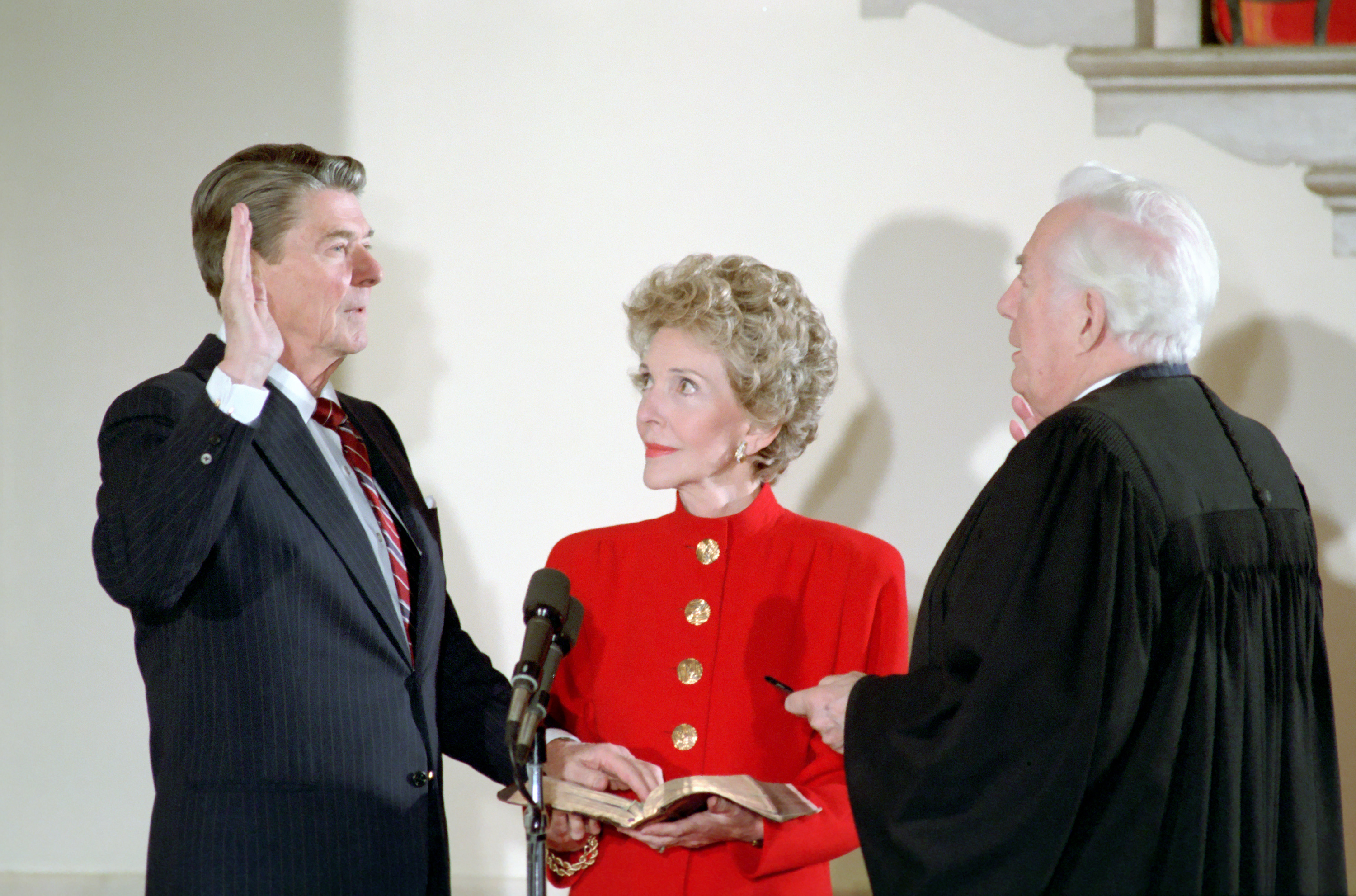
صحيفة الجاز: نانسي تُراقب زوجها أثناء أدائه اليمين لفترة ولاية ثانية امام قاضي القضاة وارن برجر في 20 يناير / كانون الثاني لعام 1985

ذكرت نانسي في مذكِّراتها " في كل مرةٍ يغادر فيها رونالد البيت الأبيض ، ينتابني شعورٌ بالهلع" بعد محاولة الاغتيال تلك، ممّا دفعها إلى معرفة جدول أعمال زوجها بما فيه الأحداث التي سيحضرها ومع من سيحضر، وانتهى بها ذلك الحذر إلى الذهاب إلى أحد المنجِّمين وهو جوان كويغلي، والذي اعتاد أن ينبئها بالطّالع أيّ الأيّام جيّدة، وأيّها عاديّ يستوي فيها الخير والشّر، وأيّها يجب توخّي الحذر منه، وقد كان لهذا تأثيره على جدول أعمال زوجها فيما يخصّ البيت الأبيض؛ فقد كانت الأيّام مُرمَّزةٌ بالألوان، كما عبّر المنجّم ليتبيّن بدقةٍ الأوقات والأيّام المثاليّة لسلامة ونجاح الرئيس. وقد أصاب هذا الأمر رونالد ريغان-رئيس فريق العاملين بالبيت الأبيض - بخيبة الأمل ونتج عن ذلك خلاف بينه وبين السيّدة الأولى وبلغ الأمر ذروته بالإفصاح عن قضية إيران-كونترا، تلك الفضيحة الإدارية التي شعرت السيّدة الأولى تجاهها أن ريغان يريد إلحاق الأذى بالرئيس ، ورأت أنه من الأفضل له أن يستقيل من منصبه وأفصحت عن وجهة نظرها تلك لزوجها رغم معارضته لها. أراد ريغان للرئيس أن يتناول بالذّكر قضية إيران -كونترا في مؤتمر صحفيّ مع بداية عام 1987، إلّا أن نانسي رفضت ان يرهق ريغان نفسه بهذا الأمر ذلك أنه خضع لعملية جراحيّة في البروستاتا وأنها تلقّت تحذيرات فلكيّة، ممّا أثار غضب ريغان حتى أنّه أنهى المكالمة معها في مكالمة تليفونيّةٍ بينهما. ووفقاً لما ذكره سام دونالدسون، مراسل قناة ال إيه بي سي نيوز، أنه فور علم الرئيس بتصرّف ريغان، أمره بتقديم استقالته-وقد حدث بالفعل. وقد تحدّث ريغان في مذكّراته الصادرة عنه عام 1988 عن ذهاب نانسي إلى المنجِّم-وكانت هذه المرة الأولى التي يُعلن فيها عن هذا الأمر- ممّا تسبّب في وضع السيدة الأولى في موقفٍ محرج. وقد عبّرت نانسي عن ذلك حين كتبت«كان التنجيم أحد الطرق التي لجأت إليها لأطمئن نفسي بعد الذعر الذي أصابني حين أوشك زوجي على مفارقة الحياة.... فهل كان التنجيم أحد هذه لأسباب (أم أنه مجرد محاولات بلا طائل)؟ لا يمكنني الجزم إن كان الأمر كذلك أم لا.»

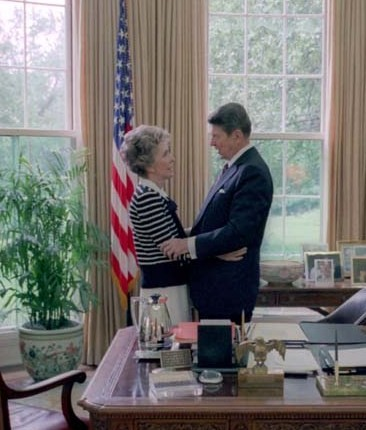
رونالد ونانسي ريغان يتبادلان الحديث في المكتب البيضاوي عام 1985

كان لنانسي تأثير قويّ على الرئيس ريغان، فبعد محاولة الاغتيال تلك، أحاطته بحراسةٍ مكثّفة لمنع الوصول إليه كما حاولت-من حين إلى آخر- التأثير على بعض قراراته.
ومع قدوم عام 1985، حثّت نانسي زوجها أن يكوّن علاقات شخصيّة مع غورباتشوف، الأمين العام للاتحاد السوفيتّي، تمهيدًا لعقد مؤتمرات «قمّة» بينهما؛ وكان كل من رونالد ريغان وميخائيل غورباتشوف قد أقاما علاقةً مثمرة من خلال المفاوضات بينهما بشأن القمة إلّا أن العلاقات بين نانسي ريغان ورايسا باتشوف لم تتسم بالود والدبلوماسية كما هو الحال بين زوجيهما، إذ وجدت نانسي أنّه من الصعب تبادل الحديث مع رايسا وكانت العلاقة بينهما تتسم«بالتحفُّظ» ، وكانت السيدتان قد اعتادتا على احتساء الشاي سويًا ومناقشة الخلافات بين الاتحاد السوفيتّي والولايات المتحدة. ووفقًا لما ذكرته الصحف فإن رايسا أزعجت نانسي في أوَّل زيارةٍ تقوم بها للولايات المتَّحدة عام 1987، فتحدّثت عن موضوعات تدور حول الهندسة المعمارية والاشتراكيّة ممّا أثار نانسي وجعلها تقول بسخرية:«من تظن نفسها هذه السيّدة؟»
وقد تغيّرت التّهم التي لفّقتها الصحافة لنانسي، فبعد أن كانت تُتّهم بالحامي والمساعد، أصبحت تُتّهم بأنها امرأة ذات قوىً خفية، وحين شاع وصفها بأنّها دخيلة على السياسة، كان شغلها الشاغل إنكار أن يُنظر إليها على انّها القوة الخفية وراء العرش. وعند انتهاء الفترة التي قامت فيها بدور السيّدة الأولى، أشارت نانسي بأن فريق العمل لم يقدّم المساعدة اللازمة لزوجها، ثمّ أقرّت بتأثيرها عليه في قراراته المتعلقة بالموظّفين فقالت:«لن أعتذر عن هذا الأمر بأي حال». وكتبت نانسي في مذكّراتها«لا اعتقد أنّني كنت بهذا السوء أو أنّني تجاوزت الحدّ في قوّتي أو في ضعفي كما وُصٍفت»؛ ثمّ استطردت «ومع ذلك فإنّه يجدر بمن تستحق لقب السيّدة الأولى أن يكون لها دور فريد وهام تقوم به للعناية بزوجها، وأنّه من الطبيعي جدًّا أن تخبره عمّا يجول في خاطرها، لطالما فعلت هذا لأجل روني وسأظلّ دائمًا هكذا.»

## إصابتها بسرطان الثّدي
وفي أكتوبر من عام 1987، أُجرِي تصوير الثّدي الشعاعيّ لفحص مرض بثدي نانسي الأيسر وتبيّن بعد الفحص إصابتها بسرطان الثّدي، واختارت نانسي أن تخضع لعملية استئصال الثّدي بدلًا من استئصال الورم، وتم استئصال الثّدي في أكتوبر عام 1987، ثمّ توفِّيت والدتها إديث لوكيت ديفيس في فينيكس، أريزونا بعد إجراء العمليّة بعشرة أيّام وأطلقت نانسي على تلك الفترة أنّها «شهرٌ مخيفٌ»
وبعد إجراء العمليّة، قامت العديد من النساء بإجراء تصوير الثّدي الشعاعيّ ممّا يوضًّح شدّة تأثير السيًّدة الأولى آنذاك

## فترة الحياة الّلاحقة
رغم أنّ نانسي كانت امرأةً تُثير كثيرًا من الجدل حولها، إلّّا أنها كانت تحظى بشعبية 56 بالمائة من الشّعب الأمريكي بعد ترك زوجها لمنصبه في 20 يناير/ كانون الثاني عام 1989، و 18 بالمائة لديهم صورةٌ سلبيّةٌ عنها، أمّا البقيّة فلم تعطي رأيها، ولكن بالنّظر إلى شعبيّة رفيقتيها روزالين كارتر وهيلاري رودهام كلينتون عندما ترك زوجيهما منصبهما، نجد أن شعبية نانسي كانت تفوقهما، لكنّها لم تصل إلى شعبية باربرا بوش وكان عدد معارضي ريغان ضعف معارضي كارتر.
عاد الزوجان إلى كاليفورنيا عقب تركهما للبيت الأبيض؛ حيث ابتاعا منزلًا في ضاحية الأثرياء ببيل إير في لوس أنجلوس وكانا يقسّمان وقتهما بين منزليهما في بيل إير ومزرعة ريغان في سانتا باربرا بولاية كاليفورنيا، كما اعتاد كل من رونالد ونانسي على الحضور إلى كنيسة المشيخة في بيل إير، وقد ظهرت نانسي في مناسبات متعدّدة نيابةً عن زوجها بعد مغادرة واشنطن، وعاشت نانسي في خدمة زوجها في منزلهما في بيل اير، حتى وافته المنيّة في 5 يونية/حزيران عام 2004

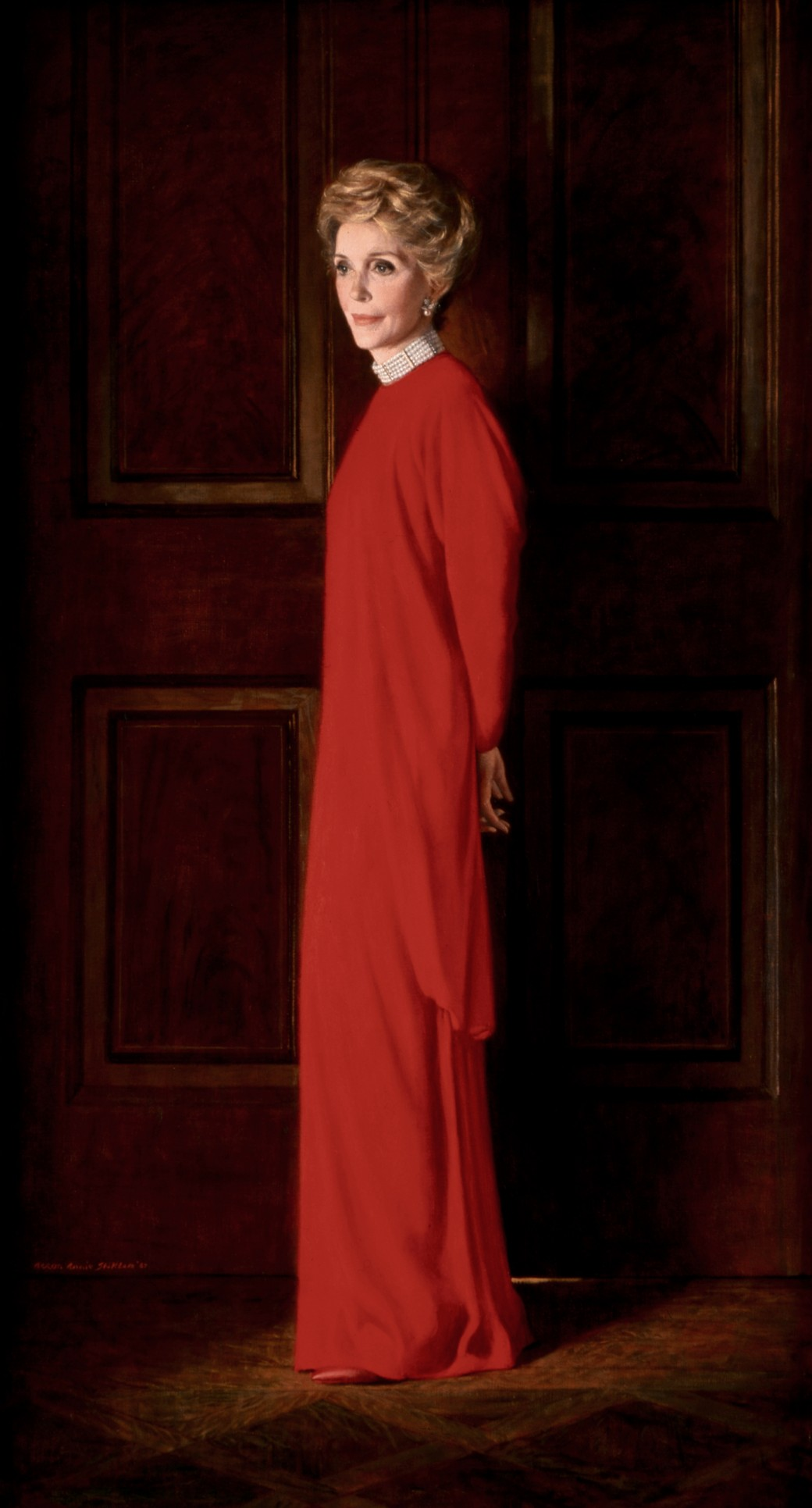
صورة رسميّة لنانسي ريغان بالبيت الأبيض مُعلّقة بغرفة فيرميل

## أُولى نشاطاتها بعد مغادرة البيت الأبيض
مع نهاية عام 1989، أسّست السيّدة الأولى السّابقة مؤسّسةً أطلقت عليها مؤسّسة نانسي ريغان بهدف استكمال حملتها لتوعية النّاس بمخاطر تعاطي المخدّرات بالتّعاون مع مؤسّسة «بست» لضمان مستقبلٍ خالٍ من المخدّرات بحلول عام 1994، كما عملت على تطوير برنامج نانسي ريغان الّلامنهجي؛ وظلّت نانسي تجوب البلاد مُندّدةً بمخاطر تعاطي المخدّرات وشرب الخمور؛ وبعد أن أفصح الرّئيس ريغان عن إصابته بمرض الخرف«ألزهايمر» عام 1994، تكفّلت برعايته وانخرطت بنشاط في الجمعية الوطنيّة لمرض الزهايمر ومعهد رونالد ونانسي ريغان للبحوث التابع لها ومقره مدينة شيكاغو بولاية إلينوي. وفي عام 1989، نشرت نانسي مذكّراتها والمعروفة باسم «دوري»، والتي تعتبر سردًا لحياتها في البيت الأبيض، كما تناولت تأثيرها على إدارة ريغان بشكل علنيّ وفنّدت الأكاذيب والجدل المُثار حول الزّوجين. وفي عام 1991، كتبت كيتي كيلي- المؤلّفة المُولعة بالجدل- سيرة ذاتيّة غير موثٌّقة ولا مرخّصة عن نانسي ريغان زاعمةً أنّ العلاقة كانت سيّئة بين نانسي وأبنائها، كما تعرض فيها شائعات حول وجود علاقة بين نانسي والمُطرب فرانك سيناترا؛ وأفادت مصادر عدة أن ادّعاءات كيلي لا أساس لها من الصّحة وفي عام 1989، كان مكتب ضريبة الدّخل الأمريكي قد بدأ في التّحقيق مع نانسي ورونالد ريغانللتأكّد من إذا كانا يدينان بضرائب إضافيّة على الهدايا والقروض لشراء ملابس نانسي المُترفة ومجوهراتها الثّمينة فترة بقائها بالبيت الأبيض (وقدّر المتسلِّمون المستفيدون من عرض هذهالمُقتنيات الدّخل الضّريبيّ لها وإن كانوا أعادوها مُسبقًا). وفي عام 1992، أفاد مكتب ضريبة الدّخل الأمريكي بأنّ الزّوجين أخفقا في إدراج أزياءٍ تُقدّر بقيمة 3 ملايين دولار في الفترة ما بين 1983 إلى 1988 من جملة العائدات الضّريبية؛ كما تمت محاسبتهما على ضرائب وفوائد رجعيّة دفعاها لاحقًا. وفي التاسع من يوليو/ تموز عام 2002،
منح الرئيس جورج دبليو بوش، السيدة نانسي ريغان وسام الحُرّية الرّئاسيّ وهو أعلى وسام يُمنح للمدنييّن، بينما حصل الرّئيس ريغان نفسه على هذا الوسام في يناير/كانون الثاني عام 2002. وحصلت نانسي وزوجها على وسام الكونجرس الذّهبيّ في 16 مايو/ أيار عام 2002 في مبنى البرلمان وتسلّمت نانسي الوسام نيابة عن زوجها، وبهذا يكون الرئيس ريغان هو الرّئيس الثّالث حصولاً على هذا الوسام وتكون نانسي السيّدة الأولى التي تتسلّمه.

## جنازة رونالد ريغان

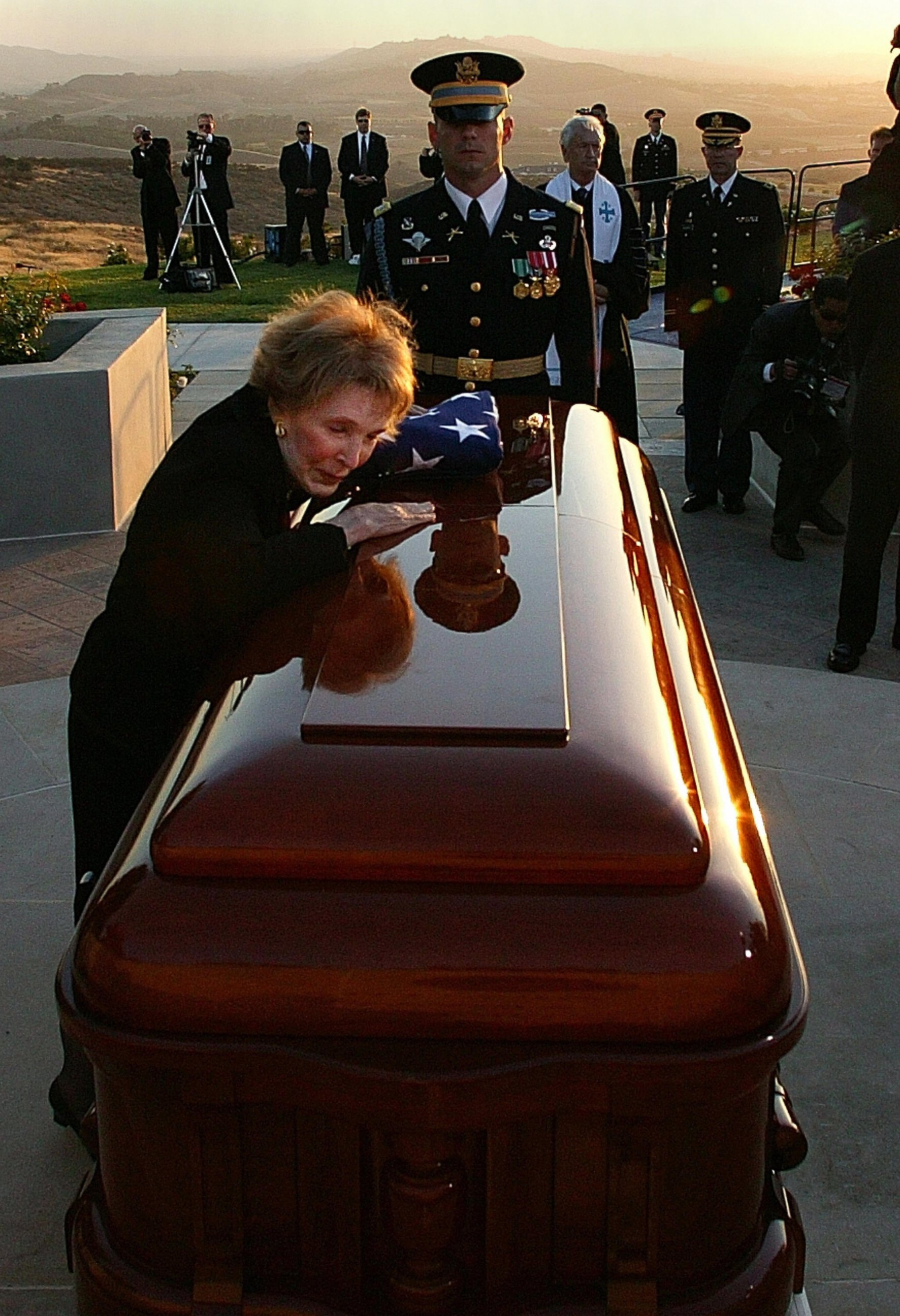
نانسي ريغان، السيدة الأولى السابقة، تودّع الرئيس رونالد ريغان إلى مثواه الأخير في يونية/ حزيران عام 2004 قبل دفنه بعد جنازةٍ دامت لأسبوع

لفظ رونالد ريغان أنفاسه الأخيرة في منزله ببيل إير في 5 يونية/ حزيران لعام 2004، وتقدّمت نانسي الجنازة الرّسمية- والتي استمرت لمدة سبعة أيّام- بصُحبة أبنائها والحرس العسكريّ والأمّة بأكملها في حداد، حيث حافظت على تماسكها، ثمّ سافرت من منزلها إلى مكتبة ريغان الرّئاسية حيث يقام الحفل التأبينيّ؛ ثمّ سافرت إلى واشنطن حيث يرقد جسد زوجها في عظمة لمدة 34 ساعة قبل بدء مراسم الحفل التأبينيّ في كاتدرائية واشنطن الوطنيّة، عادت نانسي بعدها إلى المكتبة في كاليفورنيا لحضور حفل الغروب التأبينيّ ومراسم الدفن عندئذٍ غلبتها المشاعر لتفقد تماسكها وتبكي ولأوّل مرة أمام الجماهير خلال ذلك الأسبوع؛ وبعد أن تسلّمت العلم المطويّ، هوت على التّابوت وقبّلته قبل مغادرتها قائلةً:«أُحبك»؛ ووصف الصّحفيّ وولف بلتزر ريغان خلال ذلك الأسبوع بقوله:«إنّها امرأةٌ تتسم بقوّةٍ كبرى رغم ما يبدو عليها من الضّعف.»
أشرفت نانسي على التجهيزات الخاصّة بالجنازة، بما فيها الأحداث الرّئيسية، وطلبت من كل من الرّئيس السّابق جورج إيتش دبليو بوش ورئيسة الوزراء السّابقة مارغريت ثاتشر ورئيس الوزراء الكنديّ السّابق براين مالروني إلقاء كلمة في الكاتدرائيّة الوطنيّة؛ وجّهت نانسي اهتمامًا كبيرًا لهذه الأشياء فلطالما فعلت هذا في حياة زوجها؛ وأشارت بتسي بلومنجديل- إحدى صديقات نانسي المُقرّبات-بقولها:«برغم مايبدو عليها من الضّعف، إلّا أنّها قوية من الدّاخل، نعم إنّها تتسم بالقوة، فهذا هو آخر ما تبقّى في جعبتها لتقدّمه لزوجهاوسوف تُقدّمه كما يبنغي»؛ وكانت الجنازة بمثابة أوّل ظهور رئيسيّ لنانسي أمام الجماهير منذ اليوم الذي ألقت فيه خطابًا في المؤتمر الجمهوريّ نيابةً عن زوجها.
وقد كان للجنازة وقعٌ كبير على صورة نانسي أمام الجماهير، فبعد الانتقاد الكبير الذي وُجّه إليها خلال المُدّة التي قضتها كسيّدةٍ أولى، أصبحت يُنظر إليها على انّها بطلةٌ قوميّةٌ يمدحها الكثيرون بسبب دعمها لزوجها بعد إصابته بمرض الخرف "ألزهايمر" وقد ذكر موقع "يو إس نيوز آند وورلد ريبورت U.S.News & World Report" بعد مرور عقد من الغموض، ظهرت نانسي ريغان مختلفة وأكثر رقّة".

## فترة الترمّل
حافظت نانسي على نشاطها في الحياة السياسيّة، ولا سيّما فيما يتعلّق ببحث الخليّة الجذعيّة. بدأ الأمر عام 2004 حيث أيّدت موقفًا سياسيًا اعتبره الكثيرون موقف الحزب الديمقراطي؛ ثمّ بحثت مع الرئيس جورج بوش طلب دعم فيدرالي لبحث الخليّة الجذعيّة الجنينيّة، على أمل أن يتوصّلوا من خلال هذ العلم إلى علاج لمرض الخرف (ألزهايمر)، ورُغم فشلها في إقناع الرئيس بوش إلّا أنها أيّدت حملته الرئاسيّة لفترة ثانية.
وعام 2005 كُرّمت نانسي في مهرجان طعام أُقيم في مبنى رونالد ريغان في واشنطن؛ وكان من بين الحضور ديك تشيني، وهاري ريد، وكونداليزا رايز؛ وكان هذا المهرجان هو أول حدث تظهر فيه نانسي للعامّة منذ جنازة زوجها. وعندما سُئِلت نانسي عن خططها المستقبليّة هزّت رأسها قائلةً: «ليس لديّ خطط، وسأخبركم بخططي عندما أعرفها، ولكن مكتبة ريغان تُذَ كّرني برونالد، لذا أقضي فيها معظم وقتي.»

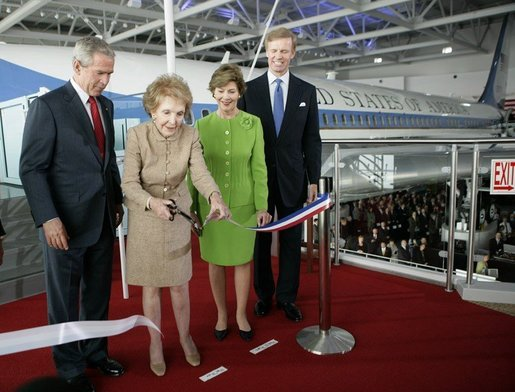
نانسي ريغان تفتتح جناح القوات الجوية الأول بمكتبة ريغان مع الرئيس بوش ولورا بوش في أكتوبر/ تشرين الأول من عام 2005

وعام 2007 حضرت نانسي مراسم جنازة جيرالد فورد القوميّة في كاتدرائيّة واشنطن الوطنيّ. وقامت نانسي باستضافة مناظرتين للمرشحين الجمهوريين لانتخابات 2008 الرئاسيّة في مكتبة ريغان الرئاسيّة، كانت أُولاهما في مايو/أيّار 2007، وثانيهما في يناير/كانون الثاني 2008، ولم تشارك نانسي في المناقشات، بل جلست في الصف الأول واستمعت للمرشحين الذين يتنافسون ليخرج من بينهم الرئيس الرابع والأربعين ليكون الخليفة المناسب لزوجها. ووسْط بعض التكهّنات عمّا إذا كانت نانسي ستدعم مايكل بلومبرغ، عمدة نيويورك، للرئاسة، إلّا إنها لم تُحرّك لهذه التوقّعات سا كنًا. وفي 25 مارس/آذار، أيّدت نانسي رسميًّا السيناتور جون ماكين، المرشح المحتمل للحزب الجمهوري.

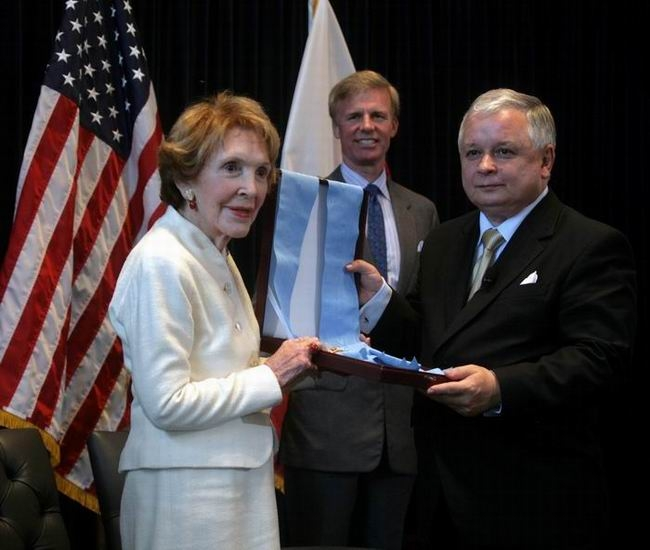
نانسي ريغان تتسلم وسام النسر الأبيض نيابة عن رونالد ريغان في 15 يولية/ تموز عام 2007

وفي 14 يوليو/تموز حضرت نانسي جنازة ليدي بيرد جونسون في أوستن بولاية تكساس؛ وبعدها بثلاثة أيّام تسلّمت نانسي في مكتبة ريغان الوسام البولندي الأعلى -وسام النسر الأبيض- نيابةً عن زوجها. وأقامت مكتبة ريغان المعرض المؤقت «نانسي ريغان: لأناقة السيّدة الأولى» عُرِض فيه مايزيد على ثمانين فستان مُصمّم تملكهم السيّدة الأولى.

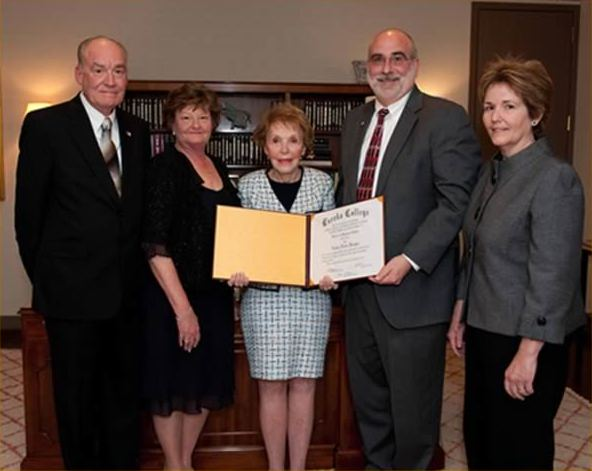
نانسي ريغان تقف في المنتصف حاملة درجة الدكتوراة الفخرية منحتها إيّاها جامعة إيروكا في 31 مارس عام 2009

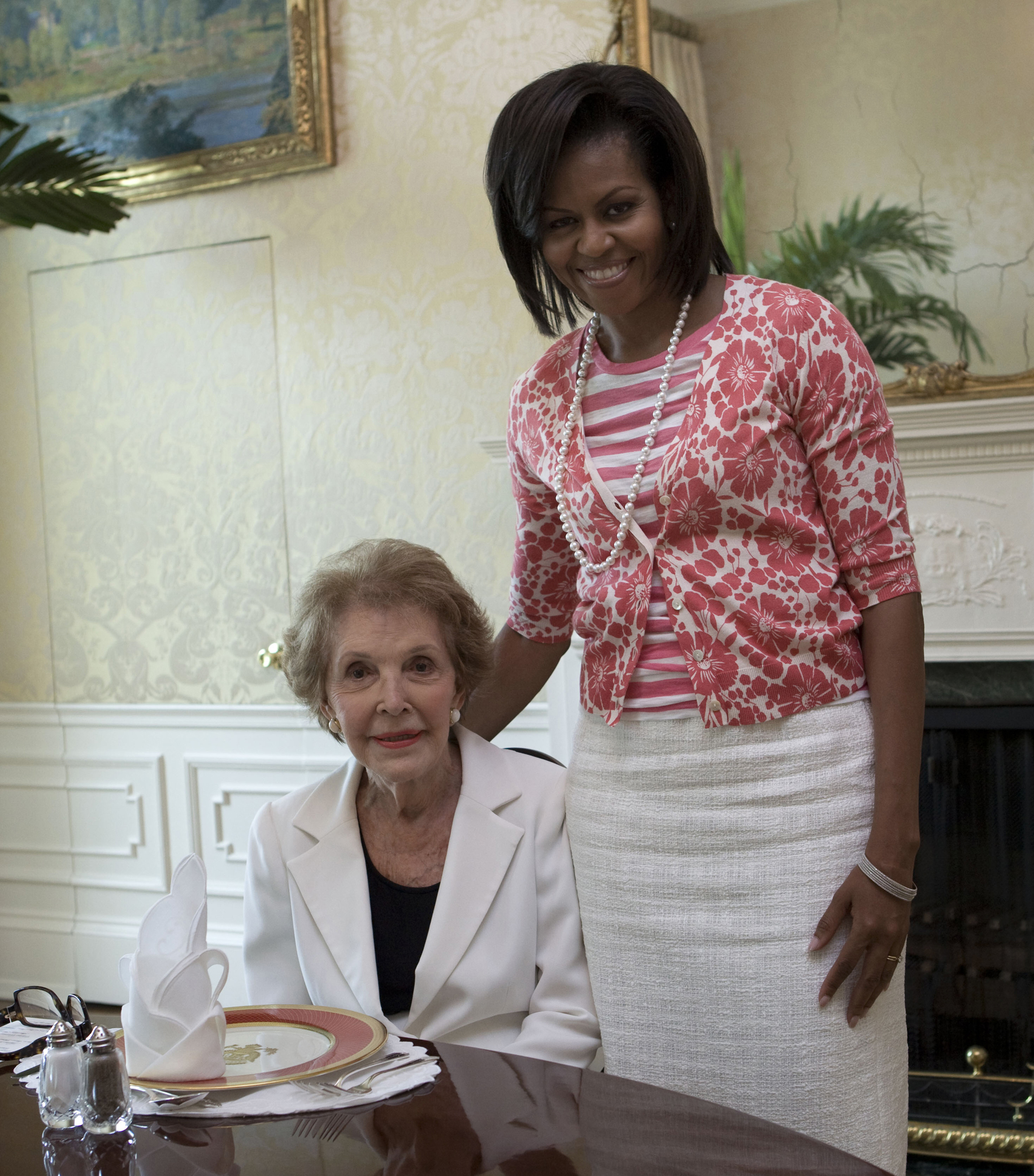
نانسي ريغان مع إحدى خليفاتها، ميشيل أوباما السيدة الأولى، في مأدبة وديّة في 3 يونية/ حزيران عام 2009

وعام 2008 أصبحت صحّة نانسي وعافيتها مصدر قلق كبير. وفي فبراير/شُباط سقطت نانسي من منزلها ببيل إير، ونُقِلت إلى مركز سينت جون الصحّي في سانتا مونيكا، كاليفورنيا. وقد أفادت تقارير طبيّة إنّها لم تكسر وَرِكها كما توقعوا، وأنّها ستخرج من المشفى بعد يومين. وقال معلّقون صحفيّون إنّ خطوات نانسي آخذة في التباطؤ بوضوح، ففي الشهر التالي كانت تمشي بخطوات واسعة بطيئة مع جون ماكين. وذكر برايان ويليامز، مراسل هيئة الإذاعة الوطنيّة، والذي حضر حفل عشاء مع نانسي في منتصف عام 2008: «إنّ نظر السيّدة ريغان لم يعد كما كان عليه من قبل، لذا كانت تمشي بخطوات بطيئة جدًا كما يفعل معظم الأبطال الشعبيّين في عمرها.... ويجدربالأبطال الشعبيّين في نفس فئتها العمريّة وفي نفس المرحلة الحياتيّة أن يظلّوا مرفوعي الرأس وربّان لسفنهم الخاصّة. وممّا لا شكّ فيه إنها ربّان سفينتها» وأشار ويليامز، متحدّثًا عن قدرتها العقليّة قائلًا: «وصلت نانسي لمرحلة من الذكاء لم تصل لها من قبل، وتستمتع بحياة شاقّة مع أصدقائها في كاليفورنيا، ولكن دائمًا يكون [الانهيار] هو الخطر الذي لا مفرّ منه. إنها امرأة رزينة وجسورة ومفعّمة بالسعادة والاقبال على الحياة... وهي ليست بلا أراء في السياسيّة والفئات السياسيّة الحالية... فهي كالمسدّس -كما وصفها معظم أصدقائها-.»
وفي أكتوبر/تشرين الأوّل 2008، نُقِلت نانسي لجناح رونالد ريغان بالمركز الطبيّ لجامعة كاليفورنيا بعد سقوطهامن المنزل. وقرّر الأطبّاء إنّها وبعد وصولها سن 87 عامًا قد مُزّق تجويف حوضها وعظمة العجُز وستبقى في المنزل لتتعافى تحت عناية متخصّصو العلاج الفيزيائي. وعقب النازلة التي ألمّت بها، صدرت تقارير صحفيّة تبحث في كيفية علاج الانهيار  وفي يناير/كانون الثاني 2009، قيل إنّ حالة نانسي «تنتقل من حسن إلى أحسن، وأنها بدأت تخرج وتتحرّك أكثر فأكثر»
وفي مارس/آذار 2009، شكرت نانسي الرئيس باراك أوباما لرفعه الحظر عن الدعم الفيدرالي لبحث الخليّة الجذعيّة الجنينيّة. وفي يونيو/حزيران 2009، سافرت نانسي إلى واشنطن لترفع الستار عن تمثالٍ لزوجها في المبنى البرلماني المستدير. وكانت نانسي حاضرة أيضًا عندما صدّق الرئيس أوباما على قانون رونالد ريغان للّجنة المئويّة، وتناولت الطعام مع ميشيل أوباما في وجبة خاصّة. وكشفت نانسي في مقابلة شخصيّة لها مع فانيتي فير، إنّ أوباما أجرى مكالمة تليفونيّة معها يطلب منها بعض النصائح عن المعيشة والاستمتاع في البيت الأبيض. وعقب وفاة السيناتور إدوارد كنيدي في أغسطس/آب 2009، قالت نانسي إنها «حزنت حزنًا شديدًا..... فعندما كنّا نطرح خلافاتنا السياسيّة جانبًا، أحيانًا ما كان يندهش الناس من مدى حبي أنا وروني لعائلة كينيدي.»... وفي 12 يوليو/تموز 2011، حضرت نانسي جنازة بيتي فورد في رانتشو ميراج، ريفيرسيدي، كاليفورنيا.
وفي 7 سبتمبر/أيلول 2011 استضافت نانسي في مكتبة ريغان الرئاسيّة مناظرة للمرشّحين الجمهوريين لانتخابات 2012 الرئاسيّة. وصرّح نائب نانسي أنّها سقطت في مارس2012. وبعدها بشهرين تعافت نانسي من كسور متعددة في الأضلع، ممّا جعلها تعتذر عن حضور خطاب ألقاه بول ريان في مكتبة ريغان الرئاسيّة في مايو/أيّار 2012. حينها قال المتحدّث الرسمي عنها: «إنها تتعافَى ببطء شدبد، وقد أجّلت القليل من مواعيدها في جدولها اليومي، ولكن اليوم، نصحها الطبيب ألّا تحضر أي حدث ضخم بعيد عن منزلها.»، وفي 31 مايو/أيّار 2012 أيّدت نانسي ميت رومني المرشّح الرئاسي للحزب الجمهوري، وقالت موضّحةً سبب تأييدها له لطالما أحبّ زوجها الخلفيّة التجاريّة لرومني وما أسمته «المبادئ الراسخة». وعقب وفاة مارغريت ثاتشر، رئيسة الوزراء البريطانيّة السابقة، في أبريل/نيسان ،2013 قالت: «لقد فقد العالم بطلةً حقيقيّةً للحريّة والديمقراطيّة...فقد عهدتها أنا وروني صديقة مخلصة وعزيزة وسأفتقدها كثيرًا.»

## وفاتها
توفيت نانسي ريغان في صباح يوم الأحد 6 مارس 2016 في لوس أنجلوس عن عمر يناهر 94 عاما جراء سكتة قلبية وتم دفنها في كاليفورنيا بجانب زوجها.

## روابط خارجية
- نانسي ريغان على موقع IMDb (الإنجليزية)
- نانسي ريغان على موقع الموسوعة البريطانية (الإنجليزية)
- نانسي ريغان على موقع روتن توميتوز (الإنجليزية)
- نانسي ريغان على موقع مونزينجر (الألمانية)
- نانسي ريغان على موقع ألو سيني (الفرنسية)
- نانسي ريغان على موقع ميوزك برينز (الإنجليزية)
- نانسي ريغان على موقع أول موفي (الإنجليزية)
- نانسي ريغان على موقع قاعدة بيانات برودواي على الإنترنت (الإنجليزية)
- نانسي ريغان على موقع قاعدة بيانات برودواي على الإنترنت (الإنجليزية)
- نانسي ريغان على موقع قاعدة بيانات الأفلام السويدية (السويدية)